# Olivier V de Clisson
Pour les articles homonymes, voir Clisson (homonymie).
Vous lisez un « article de qualité » labellisé en 2011.
Olivier V de Clisson, né le 23 avril 1336 au château de Clisson et mort le 23 avril 1407 au château de Josselin, est un grand seigneur féodal breton, connétable de France, comte de Porhoët, baron de Pontchâteau. Représentant le plus illustre de la famille de Clisson, sa cruauté au combat lui vaut d'être surnommé le Boucher.
Son existence est jalonnée par deux grands retournements : d'abord ennemi des Valois ayant fait exécuter son père, il se retourne contre son suzerain, le duc Jean IV de Bretagne, alors allié aux Anglais, pour se mettre au service des rois de France Charles V puis Charles VI, avant de se réconcilier avec Jean IV et devenir tuteur du fils et successeur de celui-ci, Jean V. Il fait preuve d'une exceptionnelle valeur militaire et est nommé connétable de France en 1380. Sa position de grand féodal fortuné, impliqué dans les conflits de succession en Bretagne, le plonge au cœur des antagonismes de la guerre de Cent Ans.

## Contexte à la naissance d'OlivierVde Clisson

### Système politique en France auXIVesiècle
Depuis le Xe siècle, la société d'Europe occidentale est fondée sur les rapports féodaux. À l'origine, les liens de vassalité sont des liens personnels, mais dès le XIe siècle, l'aspect économique l'emporte, et le vassal en rendant hommage convoite des terres confiées par les suzerains, le fief. En outre, il arrive dès l'origine que des vassaux rendent hommage à plusieurs suzerains, pratique devenue générale au XIIe siècle. À cette même époque, les titres de noblesse sont héréditaires. Chaque seigneur dispose de son fief, peut même le vendre ou l'échanger, et aux liens de vassalité se substituent les alliances et les retenues. Le principe de ces dernières est simple : les princes et grands seigneurs rémunèrent leurs alliés en terres, numéraire et avantages. Les nobles prêtent serment successivement à plusieurs suzerains au gré de leurs intérêts. Et pour pouvoir payer ces nouvelles charges, la haute aristocratie a besoin d'utiliser l'argent public. Les seigneurs justifient les levées d'impôts par les guerres qu'ils doivent mener.
Les XIVe et XVe siècles sont l'âge des monarchies, mais aussi celui de l'aristocratie, dont les membres les plus importants sont souvent désignés sous le nom de prince. La très haute noblesse, les pairs, est chargée d'assurer la continuité de l'État en cas de vacance du pouvoir, et d'élire le roi s'il n'y a pas d'héritier direct. Au début de la guerre de Cent Ans, les princes de sang royal sont : les ducs de Bourbon, Robert d'Artois, Charles le Mauvais, puis les frères de Charles V (Jean, duc de Berry ; Philippe II, duc de Bourgogne ; Louis Ier, duc d'Anjou), et plus tard le frère de Charles VI (Louis Ier, duc d'Orléans). Complétant l'aristocratie du royaume de France et bien qu'extérieurs à celle-ci, on trouve les grands seigneurs du Midi (comte d'Armagnac, comte de Foix, familles d'Albret et de Grailly), les ducs de Bretagne et de Lorraine. Le gouvernement est assuré par le Conseil royal.
Dès le début de la guerre de Cent Ans, les échecs français entraînent un changement radical sur les plans militaire et politique. Les armées de mercenaires, plus efficaces, remplacent les levées féodales constituées par devoir vassalique. Ces armées rétribuées nécessitent des fonds toujours plus importants. Pour obtenir des fonds par la levée d'impôts, notamment le fouage, les rois doivent passer par la convocation des États généraux, institution créée en 1302 par Philippe le Bel. Ils réunissent le clergé, la noblesse et la bourgeoisie des bonnes villes. Pour asseoir leur pouvoir, les Capétiens s'appuient sur la suzeraineté directe du roi, court-circuitant les couches intermédiaires de l'aristocratie, y compris les ducs.

### Situation du royaume de France

Sphères d'influence et principaux axes commerciaux au royaume de France en 1337.
Possessions de Jeanne de Navarre
États pontificaux
Territoires contrôlés par Édouard III
Zone d'influence économique anglaise
Zone d'influence culturelle française

La France au XIVe siècle s'étend sur 200 000 km2, et est le royaume le plus peuplé d'Europe occidentale (environ seize millions d'habitants).
Les Capétiens sont au pouvoir depuis 987, mais il faut attendre le milieu du XIIe siècle pour qu'ils parviennent à s'affirmer face à leurs grands vassaux. Au XIIe siècle, lorsque Henri II Plantagenêt épouse Aliénor d'Aquitaine puis conquiert la couronne d'Angleterre, il est un vassal du roi de France Louis VII, mais le roi d'Angleterre est suzerain de la moitié du royaume de France. Philippe Auguste parvient par la guerre à rétablir sa suzeraineté directe sur la Normandie, la Bretagne, l'Anjou, le comté du Maine, la Touraine et le nord du Poitou et de la Saintonge. Ses descendants confirment ces succès. Jusqu'à la mort de Philippe le Bel, la dynastie est solide, mais en 1328, Charles IV le Bel s'éteint sans descendance. Le roi d'Angleterre Édouard III, petit-fils de Philippe le Bel par sa mère, et le neveu de ce même Philippe le Bel, Philippe de Valois, peuvent prétendre au trône. C'est finalement le second que les pairs du royaume de France choisissent ; il est sacré sous le nom de Philippe VI en 1328.

### Début de la Guerre de Cent ans
Édouard III conteste des annexions opérées par les rois de France sur des fiefs continentaux de l'Angleterre, et s'oppose à l'intrusion française en Flandre, région importante pour l'économie anglaise. Cette opposition économique et territoriale se traduit diplomatiquement : vassal du roi de France pour certains de ses fiefs, Édouard III tarde à rendre hommage à Philippe VI. Le roi de France prend prétexte de cet « outrage » pour solliciter auprès du Parlement la levée d'impôts pour la défense du royaume. En 1337, alors que le sacre de Philippe VI n'avait pas fait l'objet de contestations dix ans plus tôt, le roi d'Angleterre, après six ans de négociations sur les contentieux franco-anglais, revendique la couronne de France. Philippe VI saisit l'occasion pour en découdre : la guerre de Cent Ans commence.

### Situation en Bretagne
Le duché de Bretagne est proche culturellement d'une partie des îles Britanniques et fait partie de la sphère d'influence économique de l'Angleterre, à laquelle il fournit du sel. La Bretagne a eu les Plantagenêt comme suzerain au XIIe siècle, et la Maison d'Anjou profite des conflits entre les comtes de Nantes et les ducs de Bretagne pour prendre la tête du duché en 1156. Entre 1189 et 1204, les Plantagenêt  Richard Ier d'Angleterre dit « Richard Cœur de Lion », puis Jean sans Terre s'opposent aux tentatives d'autonomie bretonnes, et la crise culmine avec l'assassinat supposé d'Arthur de Bretagne. Le duché bascule dans le giron capétien lorsque Philippe Auguste parvient à placer Pierre Mauclerc à sa tête.
En 1341, la mort de Jean III de Bretagne sans héritier entraîne la guerre de Succession de Bretagne (ou guerre des deux Jeanne) entre les partisans de Charles de Blois soutenu par le roi de France et ceux de Jean de Montfort soutenu par le roi d'Angleterre.

## Biographie

### Enfance
Olivier V de Clisson (voir en Généalogie pour la numérotation de la dynastie), fils d'Olivier IV de Clisson et de Jeanne de Belleville, naît le 23 avril 1336 dans le château de Clisson.

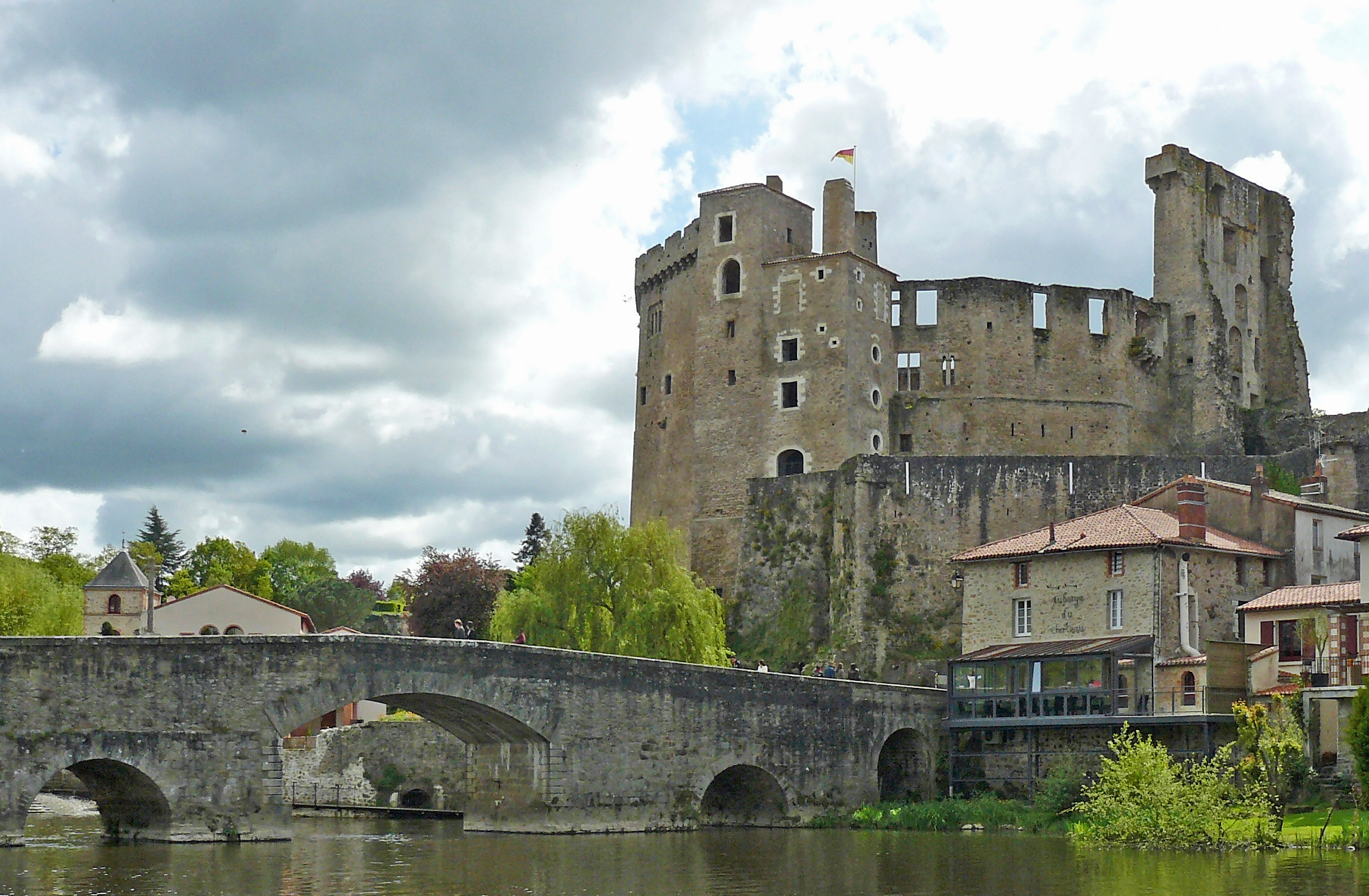
Château de Clisson.

Son père, qui choisit le camp de Charles de Blois et du roi de France, est gouverneur militaire de Vannes lorsque les Anglais prennent la ville après le quatrième siège de Vannes en 1342. Prisonnier, Olivier IV est conduit en Angleterre et libéré contre une somme relativement peu élevée. Du fait du montant selon eux anormalement faible de cette rançon, le roi de France Philippe VI et ses conseillers soupçonnent Clisson d'avoir intrigué avec le roi Édouard III d'Angleterre. Attiré par traîtrise à Paris, Olivier IV est exécuté par décapitation sur ordre du souverain français le 2 août 1343. Cette exécution expéditive choque la noblesse, la culpabilité de trahison n'étant à l'époque pas publiquement démontrée, puisque la décision a été le fait du roi, sans procès. De plus la notion de trahison ne s'entend pas à l'époque de la même manière pour les nobles : ils revendiquent le droit de choisir à qui rendre hommage, sans pour autant être indigne. Or l'exécution d'Olivier IV de Clisson s'accompagne d'une humiliation posthume : son corps est pendu par les aisselles à des fourches patibulaires au gibet de Montfaucon à Paris, puis sa tête exposée à la porte Sauvetout à Nantes, tandis que le reste de son cadavre est exposé aux portes de Paris, outrages réservés aux dépouilles des grands criminels.
La veuve d'Olivier IV, Jeanne de Belleville, fait jurer à ses fils Olivier et Guillaume de venger leur père. Elle consacre sa fortune à lever une armée pour assaillir les troupes favorables à la France stationnées en Bretagne. Menacée sur terre, elle fait armer deux navires et, toujours accompagnée de ses deux fils, mène une guerre de piraterie contre les bateaux français. Cette épopée s'achève lorsque des vaisseaux du roi de France s'emparent des navires de Jeanne de Belleville qui peut s'échapper avec ses deux fils à bord d'une barque. Les cinq jours de dérive suivants sont fatals à Guillaume, qui meurt de soif, de froid et d'épuisement. Olivier et sa mère sont recueillis à Morlaix par des partisans des Montfort, ennemis du roi de France.
C'est après ces épreuves qu'Olivier de Clisson est conduit par sa mère en Angleterre, alors qu'il est âgé de douze ans. Il est élevé à la cour d'Édouard III avec le futur Jean IV, Jean de Montfort, alors prétendant au trône ducal de Bretagne. Le roi d'Angleterre mise sur Montfort, héritier potentiel du duché, mais Olivier de Clisson est apprécié et est traité comme l'égal de Jean. Jeanne de Belleville épouse Gautier de Bentley, un noble anglais à la tête des armées britanniques œuvrant en Bretagne, vainqueur de la bataille de Mauron en 1352. Pour ses services, Bentley reçoit de nombreux fiefs à Beauvoir-sur-Mer, Noirmoutier, Bouin, etc. L'oncle d'Olivier, Amaury, est conseiller d'Édouard III. Au cours des dix ans passés à la cour de Londres, Clisson est donc héritier d'une puissance féodale. Ce n'est pas le cas de Jean de Montfort, qui dépend entièrement du bon vouloir du roi anglais. Physiquement supérieur, Clisson fait figure de bras armé, celui qui peut militairement battre le roi de France.
Durant cette période, Édouard III d'Angleterre prend le dessus sur les monarques français. Les victoires anglaises se succèdent, notamment à Crécy en 1346 et Poitiers en 1356. Les Anglais prennent le contrôle des mers lors de la bataille de L'Écluse (1340) et tiennent Calais. La série de revers pousse certains princes tels Charles le Mauvais, roi de Navarre, et les bourgeois de Paris, las de payer des impôts infructueux, à contester le pouvoir royal. Le successeur de Philippe VI, Jean le Bon, est retenu prisonnier en Angleterre, son fils le dauphin, futur Charles V, doit faire face à la révolte conduite par Étienne Marcel en 1358.

### Guerre de Succession de Bretagne

#### Olivier de Clisson, puissant féodal

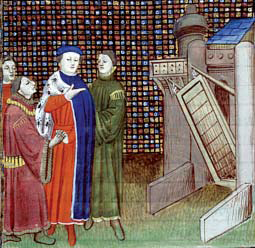
Le duc Jean IV de Bretagne et ses conseillers.

Après une dizaine d'années passées en Angleterre, Olivier, âgé de vingt-trois ans, accompagne Édouard III qui débarque en France en 1359 et mène une guerre de harcèlement dans le Poitou à la tête d'une armée anglaise. Aux côtés de Jean IV de Bretagne, fils de Jean de Montfort, Olivier de Clisson va participer activement à la guerre de Succession de Bretagne qui dure depuis 1341, année de la mort de Jean III de Bretagne. Jeanne de Belleville meurt en 1359 et le roi d'Angleterre confirme la jouissance par Clisson des possessions bretonnes de son beau-père Gautier de Bentley. Olivier IV est réhabilité en 1360 par le roi de France Jean II le Bon en marge du traité de Brétigny du 8 mai 1360, qui vise à désamorcer les sources de conflit entre la France et l'Angleterre et son alliée, la Bretagne. Ce traité ouvre une trêve de neuf ans entre les deux royaumes ennemis. Après la réhabilitation posthume de son père, Clisson retrouve ses droits sur les riches seigneuries familiales en 1361. La même année, il se marie avec Catherine de Laval et de Châteaubriant, riche héritière de la famille de Laval, et petite-fille du duc Arthur II de Bretagne. Dès lors, il devient à la fois cousin germain de Jean de Montfort et de Jeanne de Penthièvre, la femme de Charles de Blois, ce qui fait de Clisson un parent du roi de France. Cette alliance lui ouvre des perspectives politiques nouvelles, d'autant qu'Olivier de Clisson est devenu en quelques années un féodal disposant de vastes terres et d'importants revenus.

#### Bataille d'Auray
Clisson fait partie des chefs de troupes qui secondent Montfort dans sa tentative échouée de prise de Nantes, puis du siège de Bécherel en 1363. En septembre 1364, quelques mois après l'avènement de Charles V, Jean IV profite de la situation troublée que connaît la France depuis la capture du roi Jean le Bon pour porter un effort décisif avec les Bretons de son parti. Aidé d'un corps anglais sous les ordres de John Chandos, ce capitaine qui avait décidé du sort de la bataille de Poitiers en 1356, Jean IV assiège Auray, ville au secours de laquelle se portent Charles de Blois et un corps de troupes françaises commandé par Bertrand Du Guesclin.
Les deux armées s'affrontent sous les murs de la ville le 29 septembre 1364. Les monfortistes y sont retranchés, et Jean de Monfort propose, pour pallier l'infériorité numérique de son armée, d'attaquer le camp français par surprise. Mais le commandement anglais retient la proposition d'Olivier de Clisson d'attendre que l'armée du roi de France soit contrainte de gravir la pente les menant à Auray, et mise sur la défensive, choix tactique que Clisson reprendra au cours de sa carrière militaire.
Le sort est d'abord indécis, mais les trahisons dans le parti de Blois, et l'appui apporté par Chandos et Olivier de Clisson à Jean IV décident de l'issue de la bataille. Ils réussissent à disjoindre les troupes de Charles de Blois afin de les combattre séparément. Éloigné du gros de son armée, Charles de Blois est entouré par ses ennemis et tué dans la mêlée, tandis que Du Guesclin est fait prisonnier, et libéré contre une forte rançon en 1365. La guerre de succession prend fin avec cette bataille, au cours de laquelle Olivier de Clisson joue un rôle important, montrant l'exemple par son ardeur au combat ainsi que le relate l'historien de l'époque, Jean Froissart. Au cours des combats, Clisson est blessé et perd l'usage d'un œil, ce qui lui vaut le surnom « l'Éborgné d'Auray ».

#### Traité de Guérande
La veuve de Charles de Blois, Jeanne de Penthièvre, s'incline devant les événements, et les pourparlers de paix entre les maisons de Blois et de Montfort commencent au château de Blain qu'Olivier vient de recouvrer.
Par le traité de Guérande de 1365, Jean IV, surnommé le Conquérant, est reconnu seul duc de Bretagne. Olivier V se repose à Blain, soignant sa blessure, lorsqu'il apprend que Jean IV a préféré donner à l'Anglais John Chandos le château du Gâvre et sa forêt. Or, Olivier de Clisson les convoite en récompense de ses bons et loyaux services. Alors qu'il exprime son mécontentement au duc, celui-ci lui répond évasivement. Clisson, saisi de colère, s'écrie « J'aimerais mieux me donner au diable que de voir l'Anglais mon voisin » et, quinze jours plus tard, incendie le château du Gâvre et en fait transporter les pierres en son château de Blain à quelques kilomètres au sud. Le duc lui confisque alors la seigneurie de Châteauceaux.
Jean IV envoie Clisson à Paris en ambassade auprès de Charles V pour obtenir du roi de France des garanties quant au respect du nouveau statut de la Bretagne après le traité de Guérande. Le 22 mai 1366, Olivier V est reçu en grande pompe, le monarque français n'hésitant pas à flatter l'orgueil de Clisson pour détourner celui-ci des Montfort. En 1367, Olivier de Clisson participe, en tant que général anglais aux côtés de Robert Knolles et sous le commandement du Prince noir, à la bataille de Nájera (Castille) face aux troupes commandées par Bertrand Du Guesclin. Les Français perdent le combat et Du Guesclin est fait prisonnier pour la seconde fois. En 1369 par contre, Clisson combat côté français. Au printemps, il déconseille au roi de chercher à débarquer en Angleterre étant donné la faiblesse de la flotte française, et en août de la même année, Olivier V échoue, avec Amaury de Craon, à prendre Saint-Sauveur-le-Vicomte aux Anglais, échec dû à sa double allégeance, puisqu'il est contraint de lever le camp pour aller négocier au nom de Jean IV auprès de Charles II de Navarre. Charles V, pour s'attacher les services de Clisson, lui restitue les possessions normandes d'Olivier IV, le dispensant de certains impôts.
Ce sont ces terres normandes que Clisson échange contre la seigneurie de Josselin avec le comte d’Alençon, son cousin, en 1370,. Quelques mois plus tard, Clisson formalise son changement de camp, puisqu'il signe une charte établissant la suzeraineté du roi de France sur Josselin, située en plein cœur de la Bretagne ducale,. Olivier V, dont le tempérament s'accommode mal de la vassalité, n'est pas fait pour s'entendre avec le duc et ne supporte plus les Anglais qui l'entourent. De son côté, le duc n'a aucune sympathie pour celui à qui il doit en grande partie sa couronne ducale. Jusqu'en 1396, la lutte entre les deux hommes marque l'histoire de la Bretagne.

### Au service du roi de France

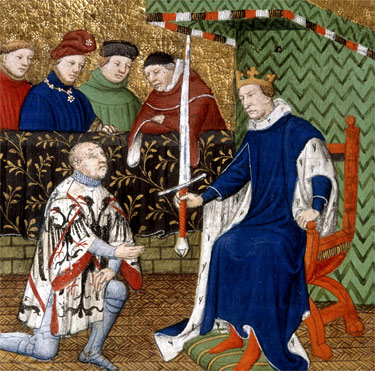
Bertrand Du Guesclin est fait connétable par le roi Charles V le Sage.

#### Alliance avec Bertrand Du Guesclin
Charles V fait alors appel à Olivier de Clisson pour mettre fin aux agissements des grandes compagnies qui, sans engagement après la victoire anglaise en Espagne, pillent le sud-ouest de la France. Clisson entre au service de la monarchie française pour la première fois. Le 23 octobre 1370, Clisson s'allie avec Du Guesclin, par le serment de Pontorson : « Nous, Olivier, seigneur de Cliçon, voulons estre alié et nous alions à toujours à vous, messire Bertran Du Guesclin, dessus nommé, contre tous ceulx qui peuvent vivre et mourir, excepté le roy de France, ses frères, le vicomte de Rohan et noz autres seigneurs de qui nous tenons terre (...) ».
Bertrand Du Guesclin est depuis le 3 octobre de la même année connétable de Charles V et ennemi du duc de Bretagne. Aidé de Clisson, il est vainqueur des Anglais lors de la bataille de Pontvallain, premier des succès dont Du Guesclin tirera sa renommée, bien que la compétence militaire de Clisson ait été déterminante pour compenser le manque de vision stratégique de son nouvel allié. Les termes du serment de Pontorson entre les deux nouveaux alliés précisent que les bénéfices des éventuelles conquêtes sont partagés par moitié. Cette alliance est révélatrice de l'état général des liens vassaliques, le temps ayant conduit à une situation où ces liens sont entremêlés et inextricables, chacun devenant libre de choisir son camp selon les intérêts du moment. La fraternité d'armes est devenue supérieure au lien vassalique, Clisson respectera le serment fait à Du Guesclin. Par ce pacte, Clisson devient un fidèle des Valois, meurtriers de son père. La même année, lors d'un raid de Robert Knolles aux portes de Paris, il conseille au roi une tactique prudente, une stratégie défensive pour éviter une bataille rangée sans l'avoir suffisamment préparée ; Knolles se détourne de la capitale.

#### Campagne militaire en Poitou et en Saintonge
Le roi de France choisit d'attaquer les Anglais dans leurs possessions du sud-ouest de la France, la Guyenne. Bertrand Du Guesclin et Olivier de Clisson partagent le commandement militaire et, tandis que le premier mène le combat en Auvergne et en Rouergue, le second s'en prend aux positions anglaises du Poitou, de Saintonge et d'Anjou au cours de l'été 1371. Les Anglais ripostent en menant une expédition contre la place forte de Moncontour, qui chute après dix jours de siège. Olivier de Clisson est chargé par Charles V de reprendre la ville.
Clisson tardant à prendre la place, et personnellement humilié par un noble assiégé, Du Guesclin se joint au combat. La ville est reprise en 1372, victoire suivie de la prise de nombreuses autres cités dont Loudun, Saint-Jean-d'Angély et Saintes. Les habitants de La Rochelle se chargent eux-mêmes de maîtriser la garnison anglaise avant d'ouvrir leurs portes aux troupes françaises.

#### Massacre de Benon
La guerre est menée de manière cruelle par les deux camps. À plusieurs reprises, comme lors de la prise de Moncontour, les Anglais n'épargnent que les prisonniers pouvant payer rançon. L'écuyer d'Olivier de Clisson est capturé par l'ennemi à Benon en Saintonge, torturé et tué. Par vengeance, Clisson, après avoir pris la citadelle, exécute lui-même les quinze prisonniers capturés à cette occasion. Il a de même la réputation de ne pas hésiter à mutiler les ennemis captifs, leur coupant un bras ou une jambe. Du Guesclin affirme « Dieu ! Par le corps de saint Benoît, les Anglais ne se trompent pas quand ils l'appellent le boucher ! ». Ce surnom reste associé à Clisson dans l'histoire.

#### Exil deJeanIV
Après la victoire sur Charles de Blois et l'accession au titre ducal, Jean IV est débiteur financier auprès du roi d'Angleterre Édouard III. À l'image de Thomas Melbourne, receveur général et trésorier du duché, certains des conseillers de Jean IV sont les Anglais qui l'ont entouré lors de son exil. La rancœur exprimée par Olivier de Clisson contre le duc dès 1365 est peu à peu partagée par d'autres nobles bretons. À cela s'ajoute le mécontentement populaire consécutif à la mise en application d'un impôt ducal permanent, le fouage. Constamment obligé de louvoyer entre la pression française, la contestation du puissant parti Clisson-Penthièvre et son lien de vassalité avec le souverain anglais, le duc de Bretagne choisit en 1372 de signer un traité d'alliance avec l'Angleterre, accord habile de la part du duc breton au regard des avantages qu'il en tire. Mais les termes signifient nettement, aux yeux du roi de France, la soumission à la couronne anglaise. Le duc tente de calmer le monarque français en expliquant qu'il est contraint d'accueillir des troupes anglaises pour contrer Olivier de Clisson, sans succès. Le 22 mars 1373, Charles V ordonne à Bertrand Du Guesclin de s'emparer du duché. Pour s'assurer du soutien de Clisson, il lui donne la seigneurie de Guillac.
Du Guesclin et Clisson mènent alors une guerre de propagande à destination de la noblesse bretonne pour discréditer la politique de Jean IV. Des troupes anglaises stationnent à Derval, Rougé, Brest, Saint-Mathieu. Plus grave encore pour les intérêts des nobles bretons, des Anglais reçoivent toujours des seigneuries et des rentes importantes. Malgré la faiblesse quantitative de ces récompenses données à ses alliés, Jean IV est jugé trop soumis aux Anglais. Abandonné par la majorité de la noblesse bretonne, il est contraint à l'exil et traverse la Manche le 28 avril 1373.

#### Olivier de Clisson corégent de Bretagne

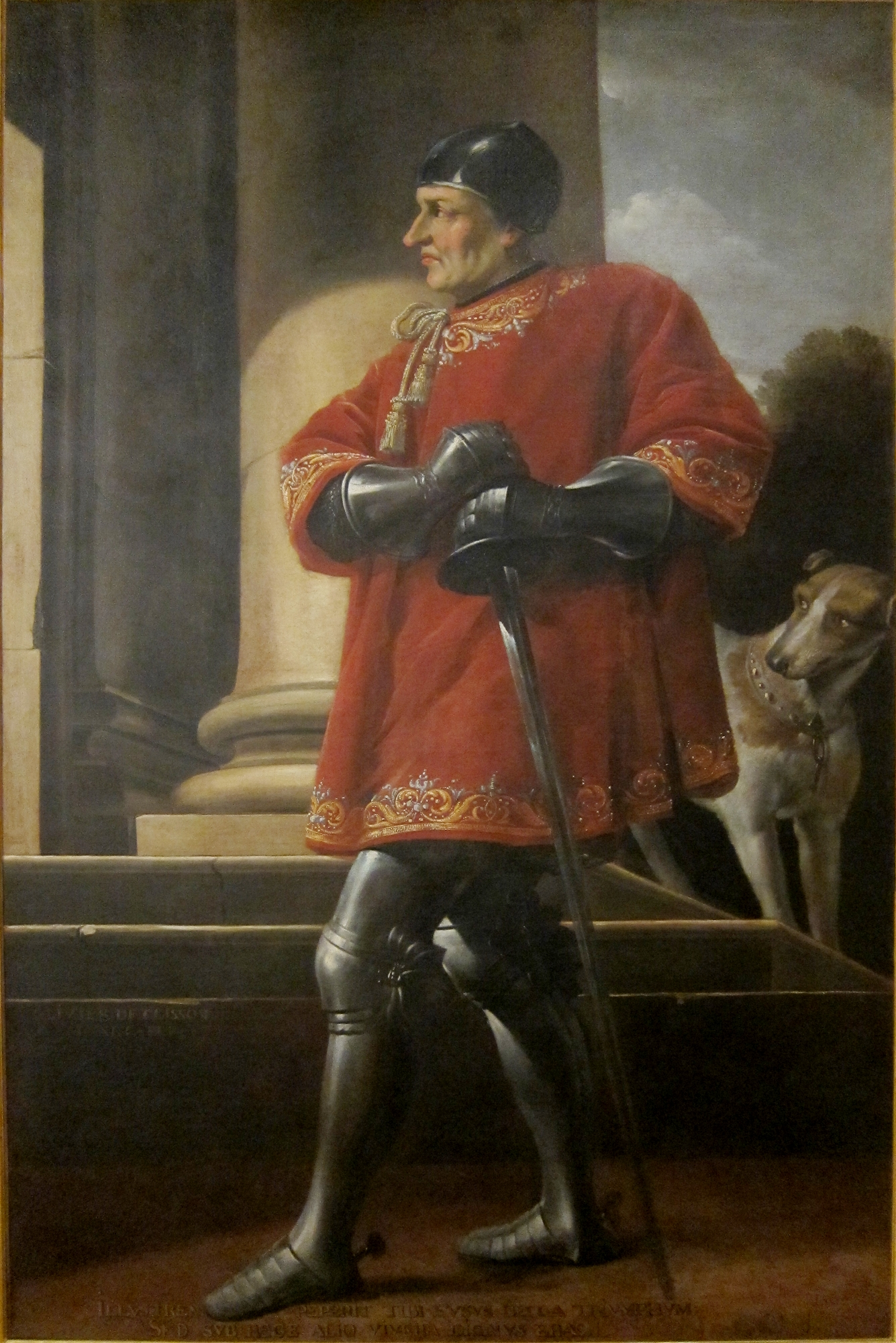
Portrait en pied d'Olivier V de Clisson réalisé en 1635 par Simon Vouet (collection du musée Dobrée).

Clisson aurait pu prétendre au titre de duc, mais Charles V choisit de mettre la main sur la Bretagne, et place son frère, le duc d'Anjou, marié à une Penthièvre, fille de Charles de Blois, à la tête du duché, avec le titre de « lieutenant du roi ». Mais cette nomination n'est qu'honorifique, le duc d'Anjou ne se rendant jamais en Bretagne. Olivier de Clisson est nommé régent pour la partie gallophone, et Jean Ier de Rohan pour la partie brittophone. Les deux s'entendent parfaitement et deviennent parents par la suite.
Sur le plan militaire, l'été 1373 débute par le siège de Derval, lieu symbolique puisque le château de la cité est propriété de Robert Knolles. Concarneau est conquise, et tous les Anglais la défendant sont tués. Jean IV obtient que le duc de Lancastre intervienne dans le duché breton à la tête de dix mille hommes. Jean IV reprend Saint-Pol-de-Léon et assiège Saint-Brieuc. Dans le Sud de la Bretagne, Olivier de Clisson assoit sa domination militaire. Le duc de Bretagne tente de le capturer en assiégeant Quimperlé, mais une trêve conclue entre les rois de France et d'Angleterre l'empêche de profiter d'une situation quasi-désespérée pour Clisson. À la reprise des combats, l'avantage va au Français. Le siège de Brest dure de 1373 à 1377 ; Olivier de Clisson fait construire la forteresse de Guesnou pour interdire l'accès à la ville par la mer. Brest est la dernière possession anglaise en Bretagne. Après la prise d'Auray par Olivier V en 1377, Jean IV n'est le suzerain que de Brest et d'une petite partie de la péninsule du Finistère.
Clisson fait du château de Josselin une imposante place-forte. Sur la base d'un fort édifié au XIIIe siècle, il bâtit une forteresse de 4 500 m2 disposant de neuf tours et d'un donjon de 26 mètres de diamètre et 32 mètres de hauteur. Il épouse en secondes noces Marguerite de Rohan, sœur du vicomte Jean Ier de Rohan, en 1378. Immensément riche, il apparaît alors comme le chef du parti français en Bretagne.

#### Retour deJeanIV
Charles V fait le choix politique d'annexer la Bretagne au royaume de France le 18 décembre 1378, ce qui provoque un revirement de la noblesse bretonne, y compris Jeanne de Penthièvre, puisque le traité de Guérande n'est plus respecté. Le roi de France demande à quatre grands seigneurs bretons jusqu'ici fidèles à la France de donner leur position sur le sujet. Guy XII de Laval refuse de lutter contre Jean IV, Rohan promet timidement son aide, Clisson et Du Guesclin affirment leur fidélité au Valois. Jean IV retrouve des appuis sur sa terre natale, un gouvernement provisoire breton ayant été créé pour faire face au roi de France. Clisson voit s'échapper là une chance de prendre le titre de duc. Il ne parvient pas à convaincre le roi de France que le duc de Bretagne a de nouveau passé un accord secret avec le roi d'Angleterre, Richard II, et souligne vainement que si Jean IV est entouré de beaucoup moins d'émissaires d'outre-Manche qu'auparavant, il a pour conseiller un proche du roi anglais. Jean IV est rappelé en Bretagne, et recouvre son duché à l'exception des terres tenues par Olivier V, notamment Nantes dont ce dernier est brièvement institué gouverneur en 1379. Le duc parvient à rallier les Rohan, Jean Ier devenant son chancelier. C'est un échec pour Clisson, qui mise alors tout sur le royaume de France.

### Connétable de France
Après la mort de Du Guesclin, le roi Charles VI, peu après son sacre à l'âge de douze ans, élève Olivier de Clisson au rang de connétable de France le 28 novembre 1380, avec le soutien du duc d'Anjou et malgré l'opposition des ducs de Berry et de Bourgogne, tous trois oncles du roi, et après que les deux autres candidats, Louis de Sancerre et le sire de Courcy, ont décliné l'offre considérant que Clisson était le plus apte. Outre le fait d'avoir prouvé ses compétences au combat, Olivier V est breton comme Du Guesclin, à une époque où les mercenaires bretons formés lors de la guerre de Succession de Bretagne sont prépondérants. Le rôle de connétable est très important politiquement, et il donne le droit à Clisson de conserver le butin de guerre hormis l'or, l'argent et les prisonniers, privilège dont Olivier de Clisson saura tirer profit.
Face au deuxième personnage du royaume, le duc de Bretagne ne peut considérer Clisson comme un simple vassal ; peu de temps après le second traité de Guérande du 4 avril 1381 qui normalise les relations entre le duché de Bretagne et le royaume de France, Jean IV et Clisson signent un traité de « bons alliés » le 30 mai 1381, renouvelé le 27 février 1382. La rivalité des ducs de Berry et de Bourgogne avec Clisson permet à Jean IV d'obtenir des appuis côté français.

#### Campagne de Flandre

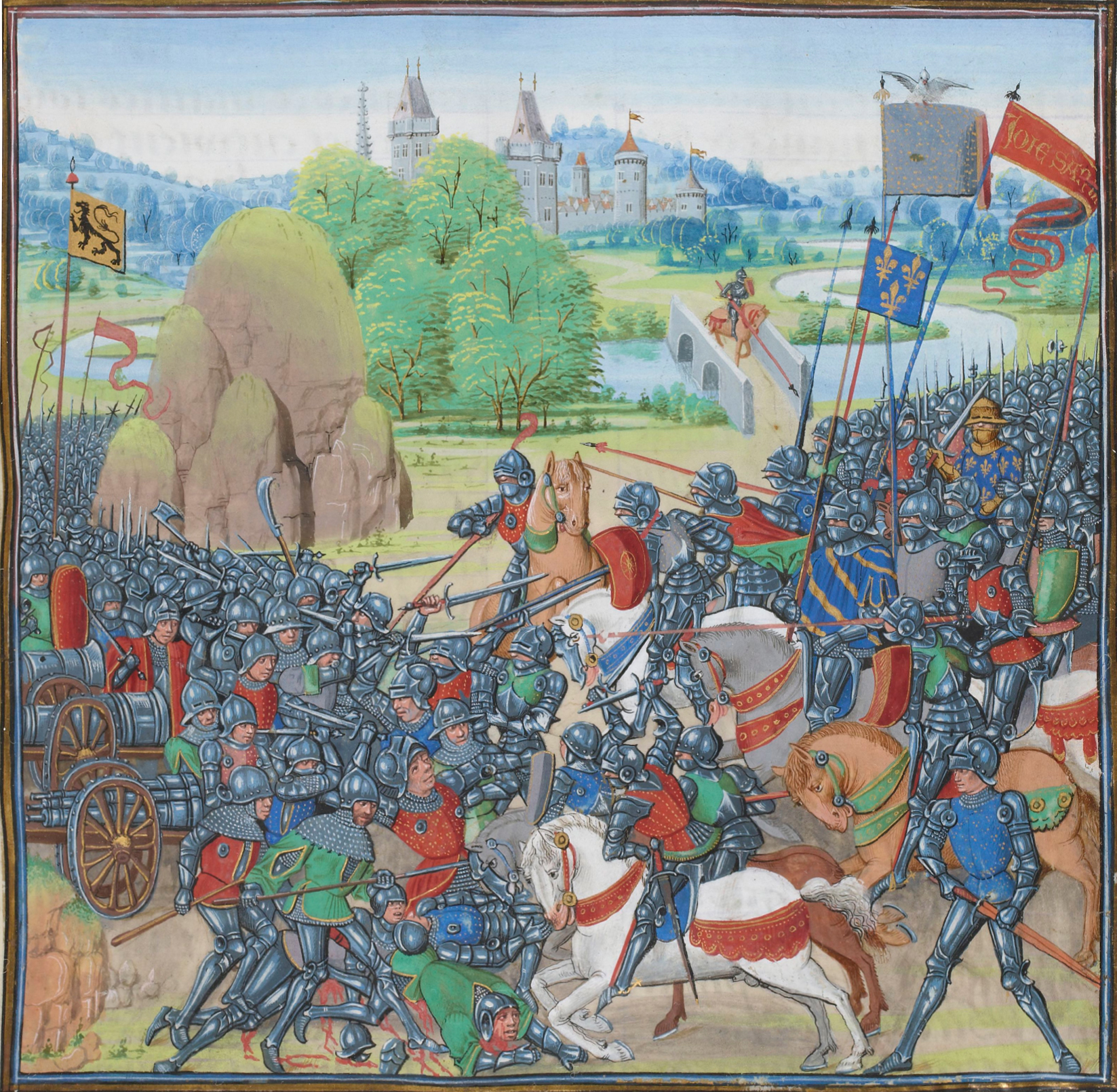
Bataille de Roosebeke.

À la suite de la révolte en Flandre contestant le pouvoir féodal, le roi de France Charles VI décide d'intervenir pour aider son allié le comte de Flandre, Louis de Male. L'appel à l'aide vers l'Angleterre ne permet aux Flamands insurgés d'obtenir qu'un faible soutien militaire. Après avoir mené l'armée royale vers celle des révoltés, le 27 novembre 1382, Olivier V de Clisson conduit ses troupes à la victoire lors de la bataille de Roosebeke au cours de laquelle vingt-cinq mille hommes sont massacrés. Le connétable a su appliquer une tactique efficace. Ce sont donc des milices bourgeoises composées d'artisans et de commerçants que les troupes aguerries d'Olivier de Clisson écrasent dans le sang. Les troupes françaises se livrent à un pillage massif.

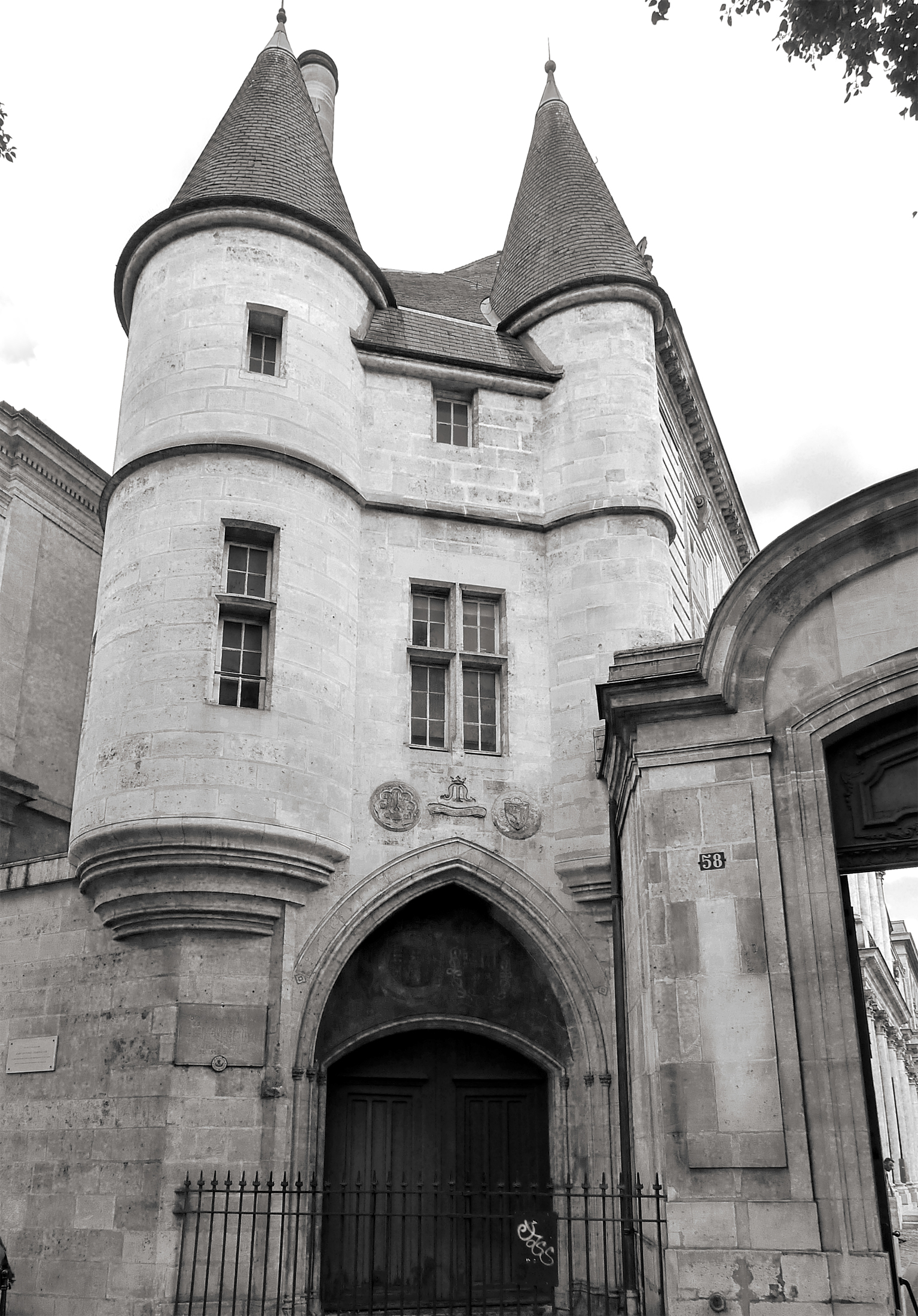
Façade de l'hôtel de Clisson rue des Archives (Paris, 3e arrondissement.

Le soulèvement flamand provoque des désirs d'émancipation à Paris. La décision de rétablir un impôt aboli par Charles V soulève les bourgeois de Paris lors de la révolte des Maillotins en mars 1382. Le départ du roi Charles VI parti accompagner ses troupes en Flandre donne l'espoir d'un affaiblissement du pouvoir royal aux bourgeois parisiens. Mais la puissance des troupes de Charles VI, victorieuses en Flandre, reste intacte et les Parisiens ne choisissent pas l'affrontement. L'armée conduite par Olivier de Clisson entre dans la capitale et exécute la répression. En février 1383, Clisson et le sire d'Albret font comparaître les riches bourgeois, et leur signifient : « Corps et biens, vous êtes en cas de forfaiture. Voyez ce que vous choisissez : justice ou miséricorde. » Ils choisissent miséricorde, c'est-à-dire le versement d'une forte somme en fonction de la fortune de chacun. L'entourage du roi est enclin à la magnanimité et à l'abandon d'une partie des « amendes », l'hôtel de Clisson est baptisé par les bourgeois parisiens « hôtel de la Miséricorde ».

#### Projet de débarquement en Angleterre
Le traité qu'il a signé avec Jean IV n'empêche pas Olivier de Clisson de payer en 1384 la rançon du comte de Penthièvre, alors otage en Angleterre, Jean de Blois, fils de Charles de Blois, l'ennemi des Montfort. De plus, Clisson lui donne sa fille Marguerite, dite Margot, en mariage. Selon les clauses du traité de Guérande, Jean IV n'ayant pas d'enfant mâle, Jean de Blois, fils de Jeanne de Penthièvre, est alors héritier du duché.
Le connétable de Clisson monte à partir de 1384 le projet d'envahir l'Angleterre et fait construire une « ville en bois », immense radeau fortifié et démontable. Pour transporter les troupes, mille trois cents navires sont rassemblés, protégés par quatre-vingt-dix-sept vaisseaux de guerre. Cette opération très onéreuse n'aboutit pas : au moment de sa réalisation, en décembre 1386, l'attente des troupes du duc de Berry, un des oncles du roi, se prolonge, et ce retard, semble-t-il volontaire, empêche le bon déroulement de l'opération, d'autant que le duc de Bourgogne tombe malade. Le mauvais temps empêche la réalisation du projet, qui est finalement abandonné en 1387, alors que Clisson est enlevé par Jean IV, ce qui provoque une nouvelle tension franco-bretonne et détourne Charles VI de l'Angleterre.

#### Première tentative d'assassinat
En juin 1387, Olivier de Clisson est invité par Jean IV à assister à la session du parlement de Bretagne, à Vannes, et à inaugurer le château de l'Hermine que Jean IV a fait construire. Le 27 juin 1387, le connétable est saisi et emprisonné, et le duc de Bretagne ordonne qu'on l'exécute (il était prévu d'enfermer Clisson dans un sac, et de le jeter à l'eau), mais cet ordre n'est pas suivi par Jehan de Bazvalan , maître d'armes de Jean IV, qui se contente de le maintenir enfermé. Au matin, Jean IV s'enquiert du sort de Clisson, et Jean de Bazvalan avoue la non-exécution de l'ordre, et le duc le remercie finalement de cette prudence. Clisson doit payer une forte somme et remettre à Jean IV les forts de Blain, Josselin, Jugon et Le Guildo. Le roi de France rend un arbitrage en 1388 qui restitue au connétable les terres confisquées, mais pas la rançon. Il s'agit de ménager le duc, afin d'éviter que la Bretagne ne serve de point d'appui aux armées anglaises.

#### Le gouvernement des marmousets

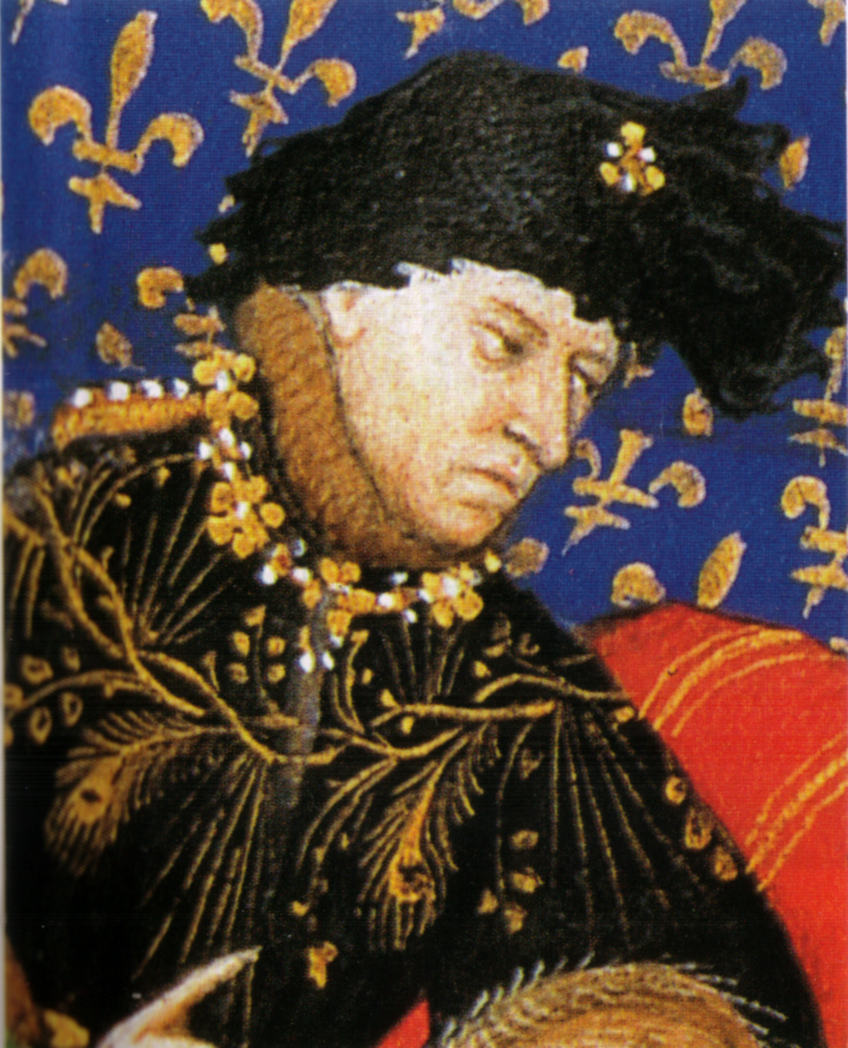
Charles VI (roi de France). Détail d'une miniature des Dialogues de Pierre Salmon, Bibliothèque de Genève.

Côtoyant le roi depuis que celui-ci a douze ans, Clisson joue un rôle particulier, que l'historienne Françoise Autrand qualifie d'avunculaire, c'est-à-dire qu'il est considéré comme l'oncle du monarque. Arrivé à sa majorité en 1388 à l'âge de quinze ans, Charles VI décide de gouverner sans ses véritables oncles, le connétable de Clisson fait partie du groupe qui est à la tête du gouvernement : outre Clisson, connétable, on trouve le chambellan de Charles V Bureau de La Rivière, Jean Le Mercier promu grand maître de l'Hôtel du roi, et Jean de Montaigu. Cet épisode politique est connu sous le nom de « gouvernement des marmousets ». Clisson, pourtant chef de guerre, est adepte de la notion de bon gouvernement, de l'allègement des impôts, de la prise en compte des doléances des sujets.
Dans le même temps apparaît un changement dans la stratégie de la couronne de France. Jusqu'alors le roi de France mise sur Clisson, chef de file de la famille bretonne qui peut postuler au titre de duc si Jean IV n'a pas d'héritier mâle. Or le duc de Bretagne, a un fils avec Jeanne de Navarre, prénommé Jean lui aussi, qui naît le 24 décembre 1389. Sa succession semble donc assurée, et la monarchie française mise moins sur Clisson et plus sur un accord avec Jean IV.

#### Seconde tentative d'assassinat
En 1392, il reprend aux Anglais l'île d'Yeu, dont le château-fort a été construit par son père Olivier IV. Le 13 juin 1392, alors qu'il se rend de l'hôtel Saint-Paul à son hôtel particulier, Olivier V de Clisson fait l'objet d'une seconde tentative d'assassinat, à l'entrée de la rue de la Culture-Sainte-Catherine à Paris, menée par Pierre de Craon. Après l'échec de l'agression, au cours de laquelle Clisson est blessé, de Craon affirme qu'il a commis son acte seul, contre un ennemi personnel, mais pour l'entourage du roi de France c'est le duc de Bretagne qui est l'instigateur de cet attentat. Jean IV ayant refusé de livrer le criminel au roi, Charles VI prend en août 1392 la tête d'une armée pour attaquer le duché breton, mais dans les environs du Mans, il est frappé par sa première crise de folie qui met un terme à l'expédition.

### Retour en Bretagne

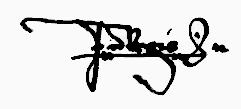
Signature d'Olivier V de Clisson.

Lorsque Charles VI entre pour la première fois dans une phase de démence, les oncles du roi reviennent au pouvoir. Ils en chassent les Marmousets et en premier lieu Olivier de Clisson, qui est destitué de sa charge de ministre. Le parlement le juge « faux traître », le condamne le 10 décembre 1392 pour s'être enrichi illégalement au bannissement du royaume et au versement de deux cent mille livres, ainsi qu'à la restitution de l'épée de connétable. Clisson refuse de rendre l'épée et se réfugie d'abord au château de Montlhéry, puis en Bretagne en son château de Josselin. Jean IV veut profiter de la disgrâce de son ennemi et assiège Josselin en 1393. En 1394, Charles VI redonne sa confiance à Olivier V et, bien que Philippe d'Artois lui ait succédé en 1392, le roi confirme Clisson dans sa fonction de connétable, ce qui lui permet de tenir tête militairement au duc, notamment à Saint-Brieuc. En 1397, Louis de Sancerre est nommé connétable en remplacement de Philippe d'Artois décédé, mais Clisson conserve le privilège d'être le détenteur de l'épée. Cette même année 1397 il conclut une alliance avec Louis d'Orléans, frère du roi Charles VI.

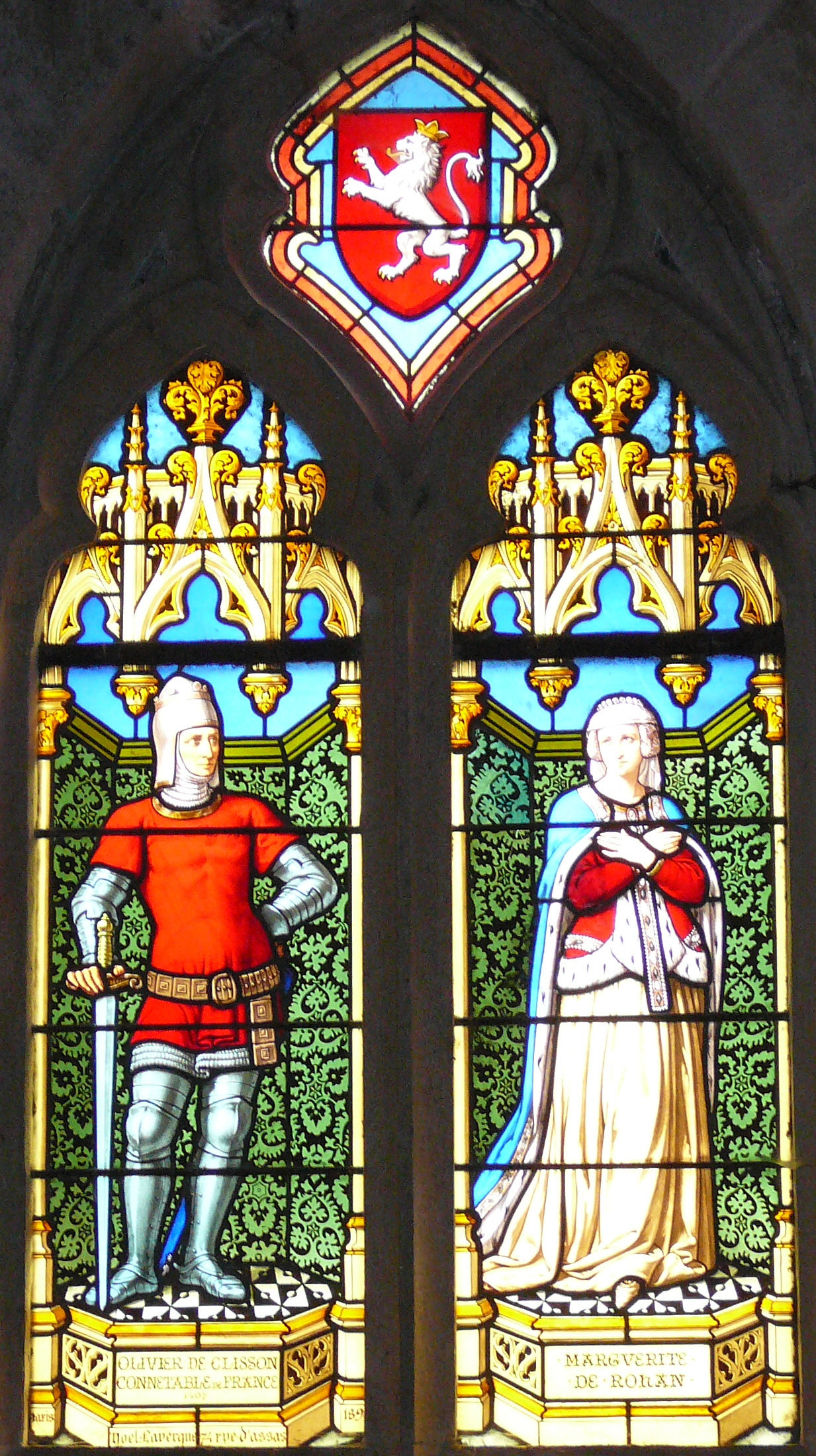
Vitrail de la basilique Notre-Dame-du-Roncier représentant Olivier V de Clisson et son épouse Marguerite de Rohan.

Après trente ans de conflit, par l'entremise du duc de Bourgogne, Clisson se réconcilie en 1396 avec son suzerain Jean IV de Bretagne. Ce dernier lui envoie son fils comme garant de sa sincérité et le fait venir à Vannes. Ils se promettent paix loyale et bonne amitié jusqu'à la mort. La promesse est tenue, les deux hommes sont en paix lorsque le duc Jean IV meurt en 1399. Son fils n'a que dix ans, et la régente Jeanne de Navarre épouse le roi Henri IV d'Angleterre. Louis d'Orléans propose à son frère Charles VI de confier le gouvernement de la Bretagne à Olivier de Clisson, pour éviter qu'elle passe sous domination anglaise. Mais c'est finalement Philippe le Hardi qui devient régent du duché.
Marguerite de Clisson, fille d'Olivier, surnommée Margot, prenant le parti de son mari Jean de Bretagne, comte de Penthièvre, et de ses prétentions sur le duché, s'attire la colère de son père qui lui aurait prédit : « Perverse, tu seras la ruine de tes enfants ». Prédiction qui se vérifiera, puisque deux des fils seront exécutés pour lèse-majesté après avoir enlevé le duc et le troisième sera emprisonné durant vingt-cinq ans. L'affrontement de Clisson et de sa fille en 1399 a donné lieu à une légende selon laquelle il l'aurait de colère menacée avec un épieu. Dans sa fuite, Marguerite se serait cassé la jambe, incident expliquant la claudication qui lui vaut le surnom de « Margot la boiteuse ». Cette légende a sans doute été inventée par le clan adverse après 1420.
En 1401, le duc de Bourgogne menaçant Paris, Louis d'Orléans obtient l'appui d'une cinquantaine de vassaux dont Clisson, qui envoie ses troupes. Olivier V préside à Rennes en 1402, en tant que tuteur, les cérémonies du couronnement du jeune duc Jean V de Bretagne, fils de Jean IV, temporairement placé sous la régence du duc Philippe II de Bourgogne. Jean V, devenu duc régnant en 1404, prend à son égard des mesures vexatoires, et, en représailles d'un procès que Clisson lui intente, veut confisquer ses terres et n'accepte qu'au dernier moment une transaction financière.
Peu après avoir fait mentionner dans son testament le souhait de voir restituer l'épée de connétable qu'il détient toujours, Olivier de Clisson meurt à Josselin le 23 avril 1407, jour de son 71e anniversaire. Il est alors enterré dans la chapelle du château de Josselin où sa tombe est profanée en 1793.

## Généalogie
Clisson porte les titres de noblesse de comte de Porhoët, baron de Pontchâteau, « sire de Clisson, de Porhoët, de Belleville et de la Garnache », Clisson et Belleville étant le nom des seigneuries respectives de son père (qui était chevalier banneret) et de sa mère. Du vivant du connétable, son nom est orthographié indifféremment « Clisson », « Cliczon » ou « Cliçon ».
La numérotation des Olivier de Clisson a changé au fil des découvertes historiques. Il arrive de rencontrer des évocations d'Olivier V sous le nom d'Olivier IV, voire Olivier III. Olivier V est identifiable par ses dates de naissance et de décès, ou par sa fonction, le terme de connétable étant attaché à son nom.

### Ascendance
Selon la généalogie établie par Michèle Buteau en 1970, reprise par Yvonig Gicquel en 1981, Olivier V hérite d'une seigneurie transmise par Guillaume Ier (vers 1175 - entre 1218 et 1225), Olivier Ier (vers 1205 - vers 1262), Olivier II (vers 1226 - vers 1307), Olivier III (vers 1280 - 1320), Olivier IV (vers 1300 - 1343).
Cependant, en 1996, John Bell Henneman conteste l'existence d'un Olivier II, né vers 1226 et mort vers 1307, qui aurait été frère de Guillaume II de Clisson, et dont serait issue la série des Olivier. Cet historien considère que Guillaume II est l'arrière-grand-père du connétable de Clisson, nommant celui-ci Olivier IV.
Le préfacier du livre d'Henneman sur Olivier de Clisson, l'historien Michael Jones, utilise, lui, le nom « Olivier IV » pour désigner le père du connétable, ce qui accréditerait l'emploi de « Olivier V ». D'autre part, Jean-Pierre Brunterc'h, en 2003, reprend également la numérotation de I à V des Olivier de Clisson, en précisant les périodes de prise du titre de seigneur de Clisson d'Olivier I (vers 1220-1262), d'Olivier II (vers 1262-1298) et d'Olivier III (vers 1307-1320) (voir famille de Clisson). Dans cet article, le connétable est donc identifié comme Olivier V, qui semble la numérotation correspondant à la généalogie la plus retenue parmi les spécialistes.
Guillaume Ier de Clisson épouse Constance de Rohan. Olivier Ier s'unit à Plaisou de Penthièvre, dame de la Roche-Derrien.

### Unions
Olivier V se marie le 12 février 1361 à Catherine de Laval, petite-fille d'Arthur II de Bretagne et cousine de Jean IV de Bretagne. Devenu veuf, il épouse en secondes noces en 1378 Marguerite de Rohan (v. 1330-1406), fille d'Alain VII de Rohan,. Marguerite est veuve de Jean IV de Beaumanoir, héros de la noblesse bretonne, chef des Bretons du parti de Charles de Blois qui affrontent les Anglais lors du combat des Trente, dont elle a eu trois filles. Une sœur de Clisson, Isabeau, est unie vers 1338 à Jean de Rieux. Avec ces différentes unions, Olivier V est lié aux plus grandes familles nobles de Bretagne.

### Descendance
Clisson a deux filles, nées de son union avec Catherine de Laval.
L'aînée, Béatrix (née avant 1366 - morte en 1448), épouse en 1380 Alain VIII de Rohan. Leur fils, Alain IX de Rohan, épouse Marguerite, sœur de Jean V. Cette branche de la famille de Rohan a eu un destin florissant, s'est perpétuée, et possède le château de Josselin au XXIe siècle (Josselin de Rohan, sénateur du Morbihan de 1983 à 2011, détenteur du titre de duc de Rohan, est descendant à la 19e génération d'Olivier V).
Marguerite (1366 - 1441) épouse le 20 janvier 1387 Jean Ier de Châtillon, fils de Jeanne de Penthièvre, duchesse de Bretagne, et de Charles de Blois. Reprenant le flambeau du parti des Penthièvre pour la conquête du trône ducal, elle prend en otage Jean V, fils de Jean IV, qu'elle fait détenir au château de Clisson. Elle est vaincue et ses biens sont confisqués par Jean V.

## Possessions et fortune
Le détail des possessions d'Olivier V de Clisson juste avant sa mort est conservé, un testament ayant été transmis à ses descendants.

### Armes et devise
| Blason | Blasonnement : De gueules au lion d'argent armé lampassé et couronné d'or |

La devise d'Olivier V de Clisson est : « Pour ce qui me plaist ». Sur les édifices qu'il fait construire, il fait apposer un « M » majuscule. La première trace de ce symbole apparaît avant 1359 sur une pièce frappée en Angleterre. Cette pièce figure « un lion à queue fourchue et passée en sautoir, dans une rosace à six lobes ». Le tout est bordé « de couronnes et de M gothiques ». Sur l'autre face apparaît une croix fleurdelysée et quatre lions, ainsi que la légende : « Maria Gratia Plena ». Le M serait donc à l'origine celui de Maria.

### Places fortes
À sa mort, Olivier V de Clisson détient les forteresses de Josselin, Blain, Champtoceaux et Clisson, ainsi que Pontorson, Jugon, Moncontour, Palluau, La Garnache. La plus emblématique de ces forteresses est celle de Josselin, qui était dotée de remparts de 25 mètres jalonnés de neuf tours et d'une tour de 90 mètres de circonférence et de hauteur, dimensions hors normes à l'époque, et qui traduisait la volonté politique de défier le pouvoir ducal dont le siège était alors à Vannes.

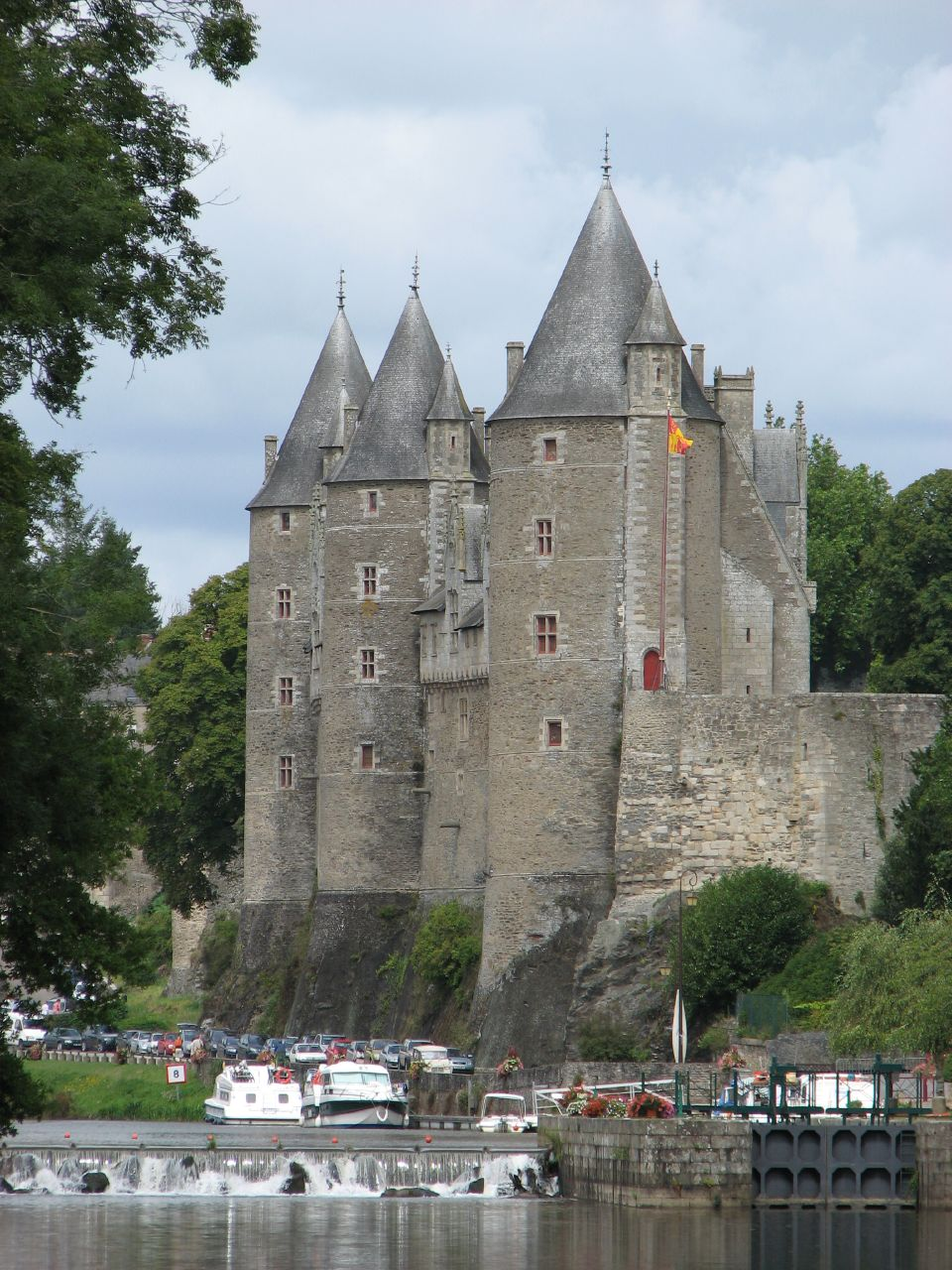
Château de Josselin en 2007
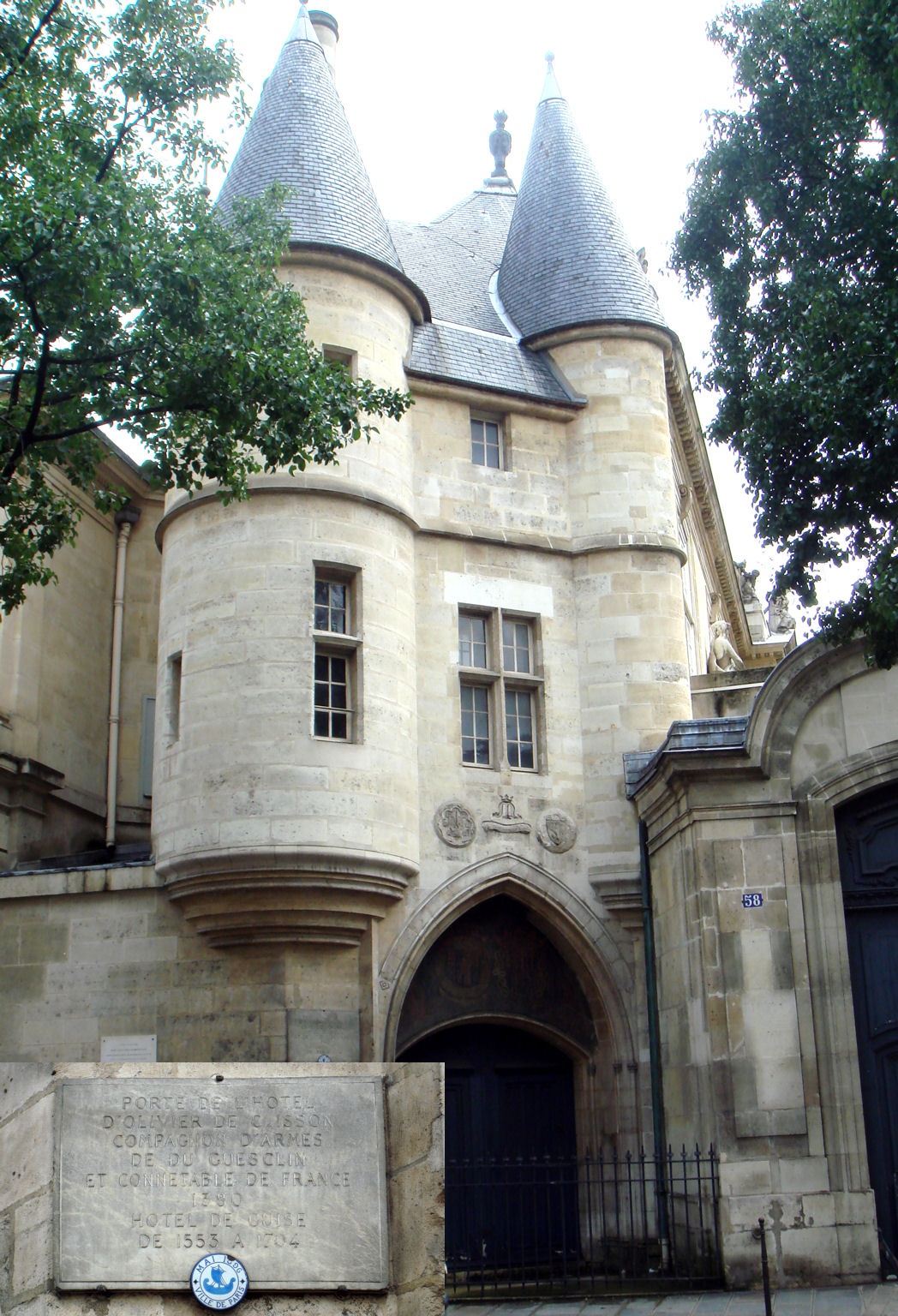
Portail de l'hôtel de Clisson, rue des Archives, Paris.
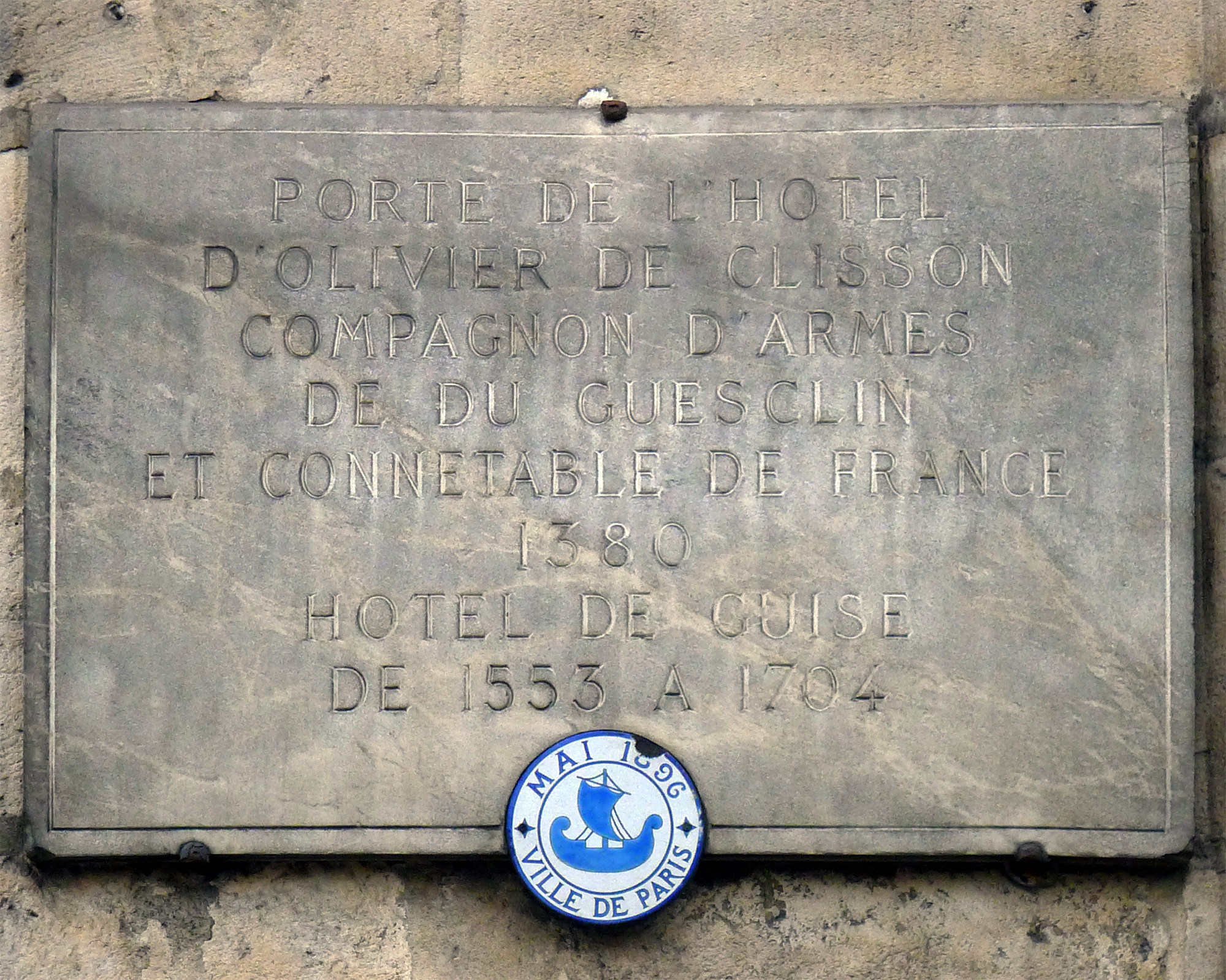
Plaque commémorative fixée sur l'hôtel de Clisson.

### Seigneuries et terres
À sa mort, Olivier V porte les titres de seigneur de Clisson, de Porhoët, de Belleville, de la Garnache. Le patrimoine qu'il a hérité ou acquis se situe en pays de Penthièvre sur la côte nord de la Bretagne (Côtes-d'Armor), en pays de Porhoët (Josselin), pays de Clisson et dans le nord du Poitou. Ses possessions bretonnes représentent 20 % de la population de la Bretagne. Il possède également la seigneurie de Villemomble en Île-de-France. Il dispose d'un hôtel à Paris, l'hôtel de Clisson. Au total, il détient plus de soixante propriétés : dix-sept en Poitou, trois en Anjou, huit en Normandie, le reste en Bretagne.

### Fortune
Olivier V se révèle bon gestionnaire, et sait augmenter les revenus de ses biens. Le droit féodal lui permet de percevoir des revenus des paroisses qu'il détient ; des affermages et redevances en nature des très nombreuses exploitations agricoles dont il dispose ; des coupes de bois des forêts du Porhoët, de la forêt de Blain, de la forêt du Gâvre ; de la vente du sel de la baie de Bourgneuf et de Noirmoutier ; du commerce du vin en Pays nantais, notamment autour de Clisson ; des droits de banalités ; des droits de franc-fief ; des taxes sur les ventes d'animaux ; des péages sur les ponts.
Grand féodal, il acquiert constamment des terres dont il tire des revenus, mais il a également eu une approche « capitaliste ». Il affrète notamment deux navires de commerce. Et surtout il bénéficie de prêts consentis. Olivier V perçoit des intérêts à la suite de prêts au pape Clément VII, à la famille royale, à de grands seigneurs, aux armateurs bretons, aux marchands et aux paysans. En outre, la position de Clisson au sommet de l'État du royaume de France lui permet de bénéficier d'informations lui permettant de spéculer sur les dévaluations des monnaies.
En tant que connétable de France, Clisson perçoit des appointements importants, auxquels s'ajoutent les prises de guerre puisqu'il peut conserver tout hormis l'or, l'argent et les prisonniers. Ses émoluments en tant que connétable s'élèvent, en temps de paix, à douze fois le montant du salaire du plus haut fonctionnaire du duché de Bretagne, le chancelier. En temps de guerre, le rapport est de 1 à 24. Le connétable, en temps de paix, gagne en un mois le salaire qu'un maçon de l'époque perçoit en trente années de travail plein.
En fonction des éléments précisés dans ses testaments, Yvonig Gicquel estime que les revenus annuels d'Olivier de Clisson vers 1400 avoisinent cinq cents millions de francs de 1981, ce qui représente environ cent-quatre-vingt millions d'euros de 2013 selon la table de correspondance présentée par l'Insee. Lors de l'estimation de ses biens pour le partage de son héritage, sa fortune est évaluée à six tonnes d'or et soixante tonnes d'argent. Il était selon Yvonig Gicquel « l'un des plus riches hommes de son temps ».

### Mode de vie
Olivier de Clisson mène une vie luxueuse, mais ses dépenses somptuaires, contrairement à une grande partie de la haute noblesse, sont maîtrisées. Il porte des vêtements à la mode, renouvelle sa garde-robe par souci d'élégance, la liste des vêtements figurant dans son testament donne une image de « coquetterie » vestimentaire. Il adopte une mode qui choque une partie de ses contemporains, la mode des « vêtements courts ».
Il participe à de grandes cérémonies officielles, particulièrement lors de sa connétablie. Il revêt alors un manteau de velours bleu orné de fleurs de lys d'or. Lors du sacre de Charles VI, il tient entre ses mains la sainte ampoule. Plus généralement, Clisson aime les cérémonies militaires, les parades, les fêtes fastueuses.
À la fin de sa vie, probablement sous l'influence de Marguerite de Rohan, il consacre de l'argent à des œuvres chrétiennes. Il fait rénover et agrandir la basilique Notre-Dame du Roncier à Josselin, fonde le collège Notre-Dame-de-Clisson et fait des dons testamentaires aux ordres mendiants bretons. Olivier V est célébré dans le nécrologe des cordeliers de Rennes.

## Influence d'Olivier de Clisson

### Influence politique
Dans la période où il est considéré comme étant mineur, Charles VI est principalement sous l'influence du duc Philippe II de Bourgogne, son oncle. Mais celui-ci joue son propre jeu, défend ses intérêts, et Charles VI prend ombrage de cette tutelle lors de l'épisode de la tentative avortée de débarquement en Angleterre. Charles VI partage sa colère avec Clisson, maître d'œuvre du projet, dont l'influence grandit auprès du roi. Le fiasco militaire de la campagne pour aider le comté de Brabant, voulue par le duc de Bourgogne, accélère la décision du roi, poussé par son jeune frère qui est sensible aux arguments de Clisson et des autres anciens conseillers de Charles V. Le connétable et Bureau de la Rivière notamment conseillent à Charles VI de s'émanciper de ses oncles.
Lorsqu'il décide à sa majorité de gouverner sans les princes, Charles VI donne l'occasion à Olivier de Clisson de faire partie du gouvernement. Il devient membre du Conseil royal, du fait de son rang de connétable. Deux autres dirigeants militaires l'y accompagnent : les maréchaux de Sancerre et de Blainville. La politique est avant tout menée par Bureau de la Rivière et Jean Le Mercier. Ce gouvernement, dit des marmousets, apparaît novateur. La volonté est de trancher avec la régence des oncles du roi, qui ont puisé dans les caisses de l'État pour leur intérêt personnel. Une des premières actions des marmousets est de réprimer les abus commis par les fonctionnaires royaux. La question de l'impôt était source de mécontentement social. Les marmousets s'efforcent de le diminuer, de le rendre plus équitable, et rêvent de le rendre exceptionnel. Ils souhaitent que les recettes de la monarchie viennent des revenus du domaine royal. Devant l'impossibilité de revenir à ce fonctionnement, ils créent la cour des Aides et la cour du Trésor, destinées à résoudre les conflits entre les contribuables et l'État, et instaurent une discipline de contrôle dans la chaîne de perception de l'impôt.

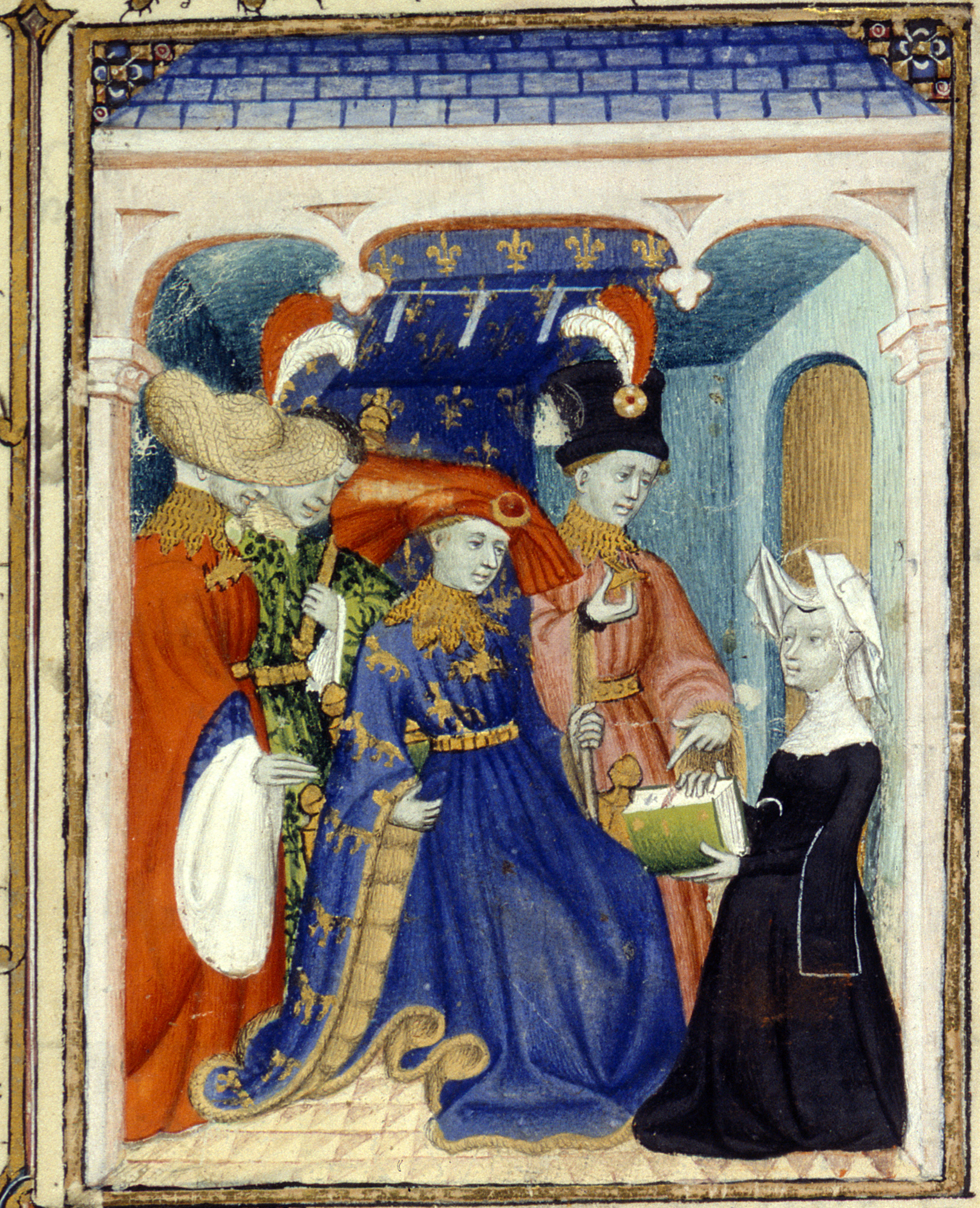
Louis Ier d'Orléans reçoit un livre des mains de Christine de Pisan, enluminure, XVe siècle.

Les historiens retiennent des marmousets leur grande unité. Olivier V adhère donc sans doute aux mesures prises. Selon l'historienne Françoise Autrand, les liens de Clisson et de Charles VI jeune sont forts, le connétable est sans doute écouté dans la manière de gouverner. En tant que chef militaire, il a face à lui un jeune homme fougueux qui rêve de combat héroïque. Or la période des marmousets est marquée par la paix, la notion de « bon gouvernement » mise en avant par le Conseil royal exigeant, au contraire de l'action de l'oncle du roi le duc de Bourgogne, la fin des combats pour assurer la prospérité. Cette politique de paix raisonnée est balayée après l'attentat de Craon contre Clisson. Charles VI juge cette agression comme une insulte envers lui-même, tant le connétable est proche de lui. Il n'hésite pas, contre l'avis de ses oncles, à lever une armée pour combattre le duc de Bretagne considéré comme commanditaire de l'attentat.
La confiance accordée par Charles VI à son connétable se renouvelle lors de ses retours à la lucidité. Jusqu'à sa mort en 1407, Clisson se pose en fidèle du frère du roi, Louis Ier d'Orléans, à qui il prête serment et consent des prêts importants (qui figurent dans le testament d'Olivier V), et l'assure de son soutien militaire. Clisson est donc influent auprès du roi et de son frère. C'est celui-ci qui appuie la candidature de Clisson à la régence du duché de Bretagne à la mort de Jean IV en 1399, contre l'avis des oncles du roi. Le soutien militaire d'Olivier V à Louis d'Orléans se concrétise en 1401, Clisson envoyant des hommes pour soutenir le frère du roi face au duc de Bourgogne Philippe II. Quelques mois après la mort d'Olivier V, le 23 novembre 1407, Louis d'Orléans est assassiné par les hommes du nouveau duc de Bourgogne, fils et successeur depuis 1404 de Philippe II, Jean sans Peur. Cet assassinat ouvre la période de la guerre civile entre Armagnacs et Bourguignons. En 1415, la défaite française lors de la bataille d'Azincourt ouvre une période de domination anglaise sur le royaume de France.

### Rôle militaire

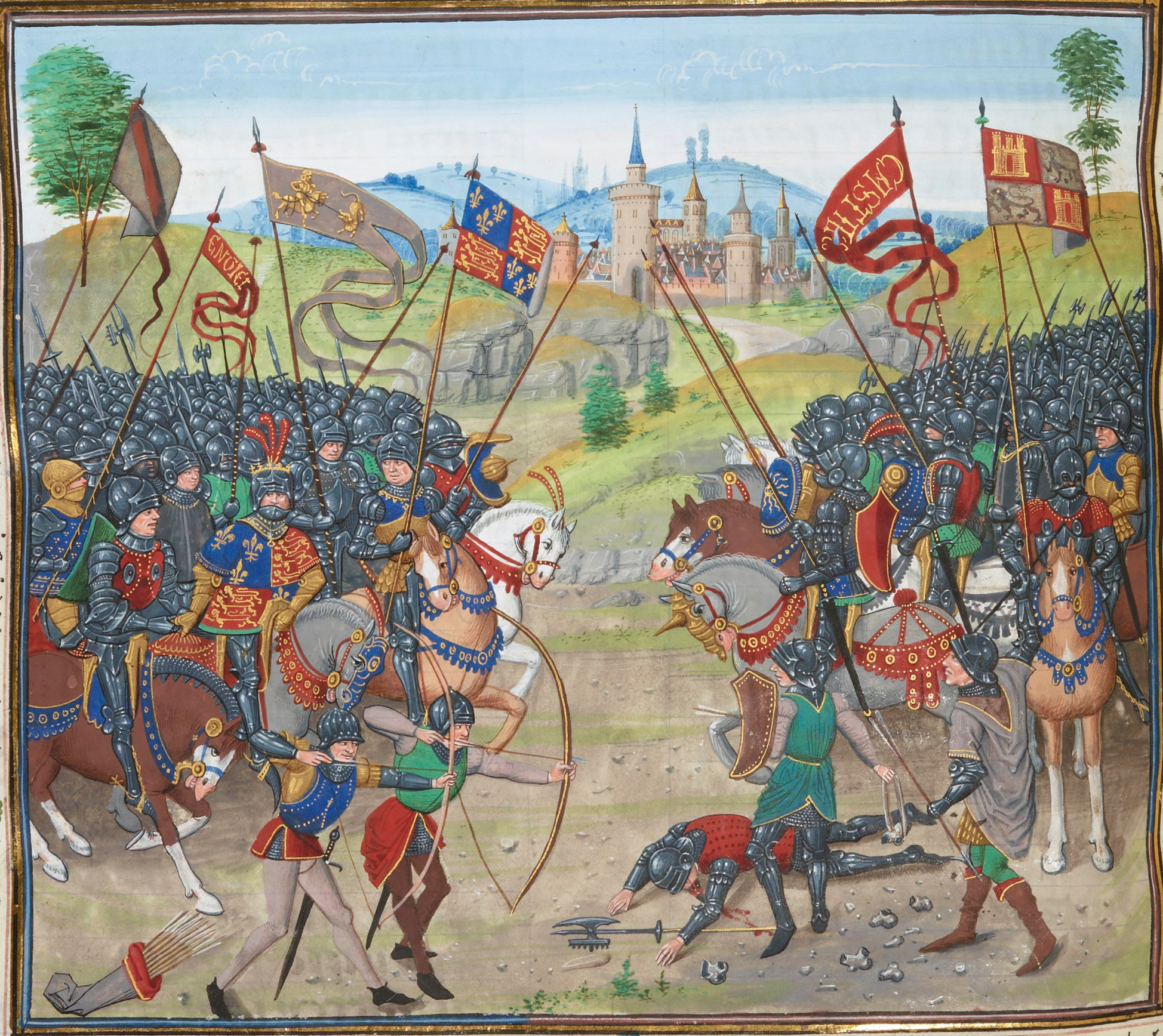
Miniature des Chroniques de Jean Froissart représentant la bataille de Nájera.

Olivier de Clisson se révèle très jeune apte à l'action militaire. Il est le protégé d'Henry de Grosmont, duc de Lancastre, un général réputé d'Édouard III d'Angleterre. En 1359, Clisson combat en Bretagne aux côtés du roi d'Angleterre, et le 11 juillet 1359 il devient général d'une armée anglaise, avant-garde des troupes d'Édouard III, postée en face du château de Clisson occupé par les Français. Olivier V participe ensuite aux côtés des Anglais à de nombreuses escarmouches qui l'aguerrissent.
En 1364 a lieu la bataille d'Auray, Clisson est le seul Breton à commander une « bataille » du côté montfortiste. Sa force physique, son endurance, sa capacité à poursuivre le combat une fois blessé à un œil, restent dans la légende. L'historien Jean Froissart intitule une chronique Comment Messire Olivier de Clisson et sa bataille combattirent fort vaillamment contre la bataille du comte d'Auxerre et du comte de Joigny. Une fois cet engagement victorieux, il apporte avec sa troupe un soutien au général anglais Robert Knolles qui vainc la « bataille » de Bertrand Du Guesclin et décide de la victoire de Montfort.
Le rôle de Clisson lors de la bataille de Nájera le 3 avril 1367 est moindre. Il ne fait pas partie des chefs d'armée. Il s'agit de nouveau d'une victoire écrasante, de nouveau Du Guesclin est vaincu et prisonnier. Clisson, participant au combat, a suivi la conduite des opérations par le général anglais John Chandos.
Nommé connétable le 28 novembre 1380, Clisson a l'occasion de prouver sa valeur de commandant des armées royales lors de la bataille de Roosebeke le 27 novembre 1382. Olivier V n'est d'ailleurs pas favorable à l'opération militaire visant à secourir Louis de Male aux prises avec une révolte démocratique conduite par Philippe van Artevelde à Gand. Le Conseil royal est divisé sur l'opportunité d'intervenir, mais Philippe II de Bourgogne, défendant ses propres intérêts, parvient à convaincre son neveu le roi, contre l'avis de Clisson qui juge la période peu propice aux combats. Si le roi Charles VI a le commandement nominal, c'est le connétable qui dirige la manœuvre. Il parvient, s'appuyant sur son avant-garde composée de Bretons aguerris, à franchir la Lys sur un pont construit en urgence par les « charpentiers royaux ». Lorsque les deux armées se trouvent face à face, les Flamands révoltés se massent en rangs serrés, peut-être même s'attachent-ils les uns aux autres. Ils chargent le centre des troupes du roi de France. Clisson dispose au centre les troupes à pied, sur les ailes les hommes à cheval, qui exécutent sur ses ordres une manœuvre d'encerclement. La bataille est courte, les révoltés sont écrasés et massacrés. Selon l'historien Georges Bordonove, la victoire est l’œuvre de Clisson, « c'était un guerrier professionnel ; il avait une grande expérience et nul n'osait discuter ses ordres ».

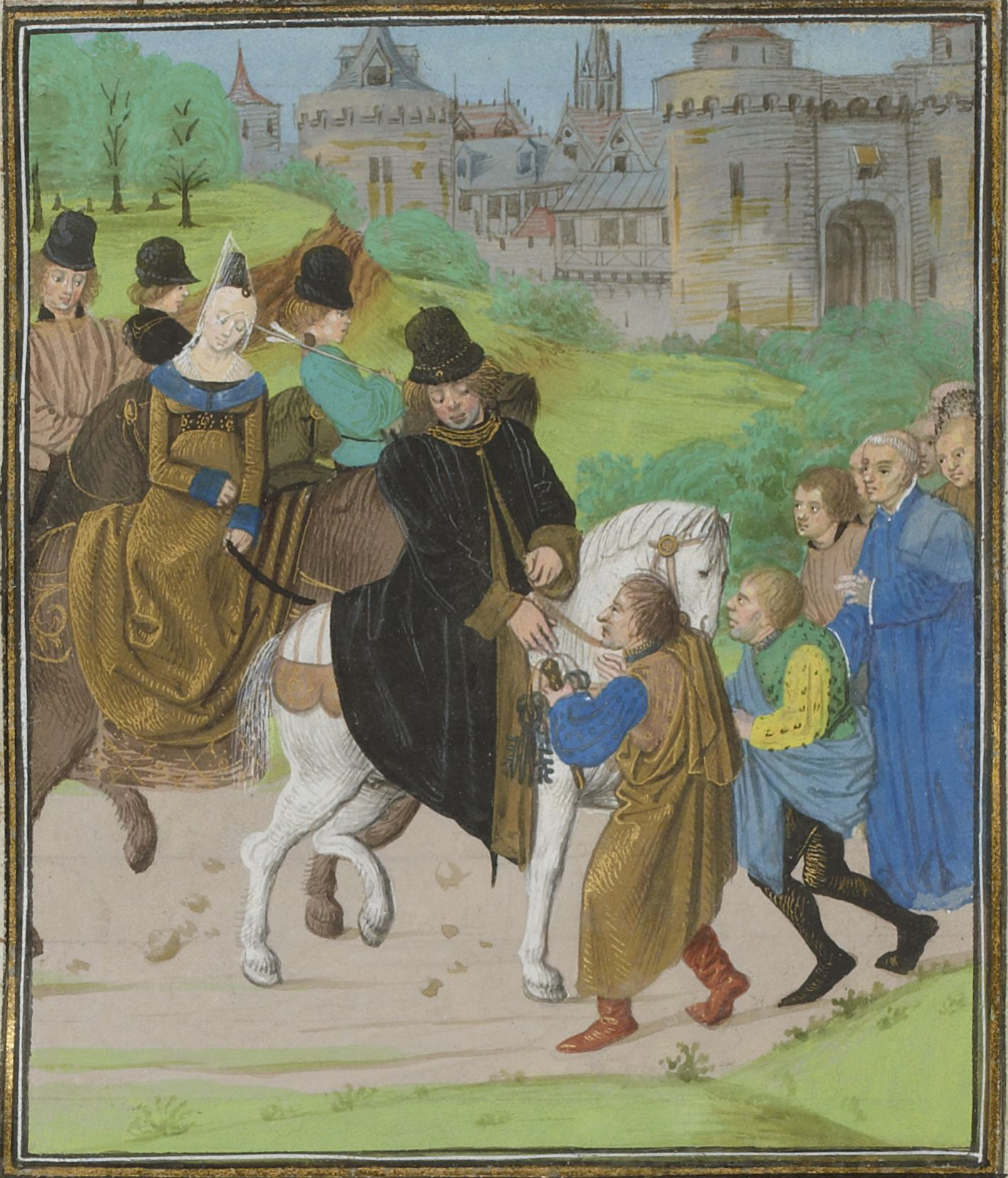
Miniature des Chroniques de Jean Froissart représentant le duc de Lancastre.

Les autres batailles auxquelles Clisson participe sont de moindre envergure. Il excelle dans le rôle de compagnon d'armes de Du Guesclin, dans le combat que celui-ci mène contre les chevauchées et les grandes compagnies. Le plus marquant de ces combats est la bataille de Pontvallain, le 4 décembre 1370, au cours de laquelle l'arrivée de Clisson à la tête de 500 hommes permet à Du Guesclin de vaincre Robert Knolles, ou en 1373 lorsque Clisson bat le duc de Lancastre à Sens. Olivier V sait être prudent. Lorsque Robert Knolles vient provoquer le roi de France Charles V aux portes de Paris, Clisson conseille de ne pas intervenir et de laisser l'envahisseur s'épuiser. La tactique est payante sur le plan militaire. Alors que les troupes anglaise brûlent les villages et se mettent par provocation en ordre de bataille, c'est Olivier de Clisson qui résume au Conseil royal la politique privilégiée par les chefs de guerre français : 

« Sire, vous n'avez que faire d'employer vos gens contre ces forcenés. Laissez-les aller et s'en rassasier. Ils ne vous peuvent ôter votre héritage ni bouter hors par des fumées. »

Clisson tente de réaliser un projet d'envergure en 1385 et 1386 : l'invasion de l'Angleterre. Il montre ses capacités d'organisateur en réunissant une flotte de 1 500 navires capable de transporter sa nombreuse troupe (huit mille cavaliers et leurs montures, et cinquante mille hommes à pieds) ainsi qu'une forteresse de bois en pièces détachées. Mais les éléments politiques ayant conduit à l'abandon du projet empêchent de savoir s'il aurait été victorieux dans son entreprise.
Après 1392 et la perte de sa fonction de connétable, Clisson doit subir l'assaut de Jean IV, et peut démontrer sa compétence de bâtisseur de forteresse. En 1393, le château de Josselin est attaqué et résiste. C'est la menace de la famine parmi les assiégés parmi lesquels se trouve sa femme, Marguerite de Rohan, qui conduit Clisson, alors réfugié à Moncontour, à négocier avec Jean IV. Le duc de Bretagne assiège Moncontour, mais les hauts murs dressés par Olivier V sont efficaces contre l'artillerie du duc qui échoue dans sa tentative d'enlever la forteresse. Clisson et ses architectes tirent des enseignements de ces sièges. Après 1400, des travaux sont entrepris. Face à l'amélioration de l'artillerie, les murailles perdent en hauteur et gagnent en épaisseur. Clisson manie l'art d'être assiégé. Retranché en 1394 avec 2 000 hommes dans Saint-Brieuc assiégé par 8 000 hommes conduits par Jean IV, Olivier V harcèle les assaillants par des sorties à la tête de petits groupes effectuant d'efficaces escarmouches et rapines.

### Attachement d'Olivier de Clisson à la Bretagne
Yvonig Gicquel fait de la passion d'Olivier de Clisson pour la Bretagne le thème de son ouvrage sur le connétable. Les alliances familiales d'Olivier V sont bretonnes : ses deux femmes et ses deux beaux-fils le sont. Il échange ses terres extra-bretonnes contre des terres de la Bretagne centrale. Il délaisse en effet la Basse-Bretagne, très bretonnante, pour les régions plus riches à l'époque, l'est et le centre-est, également plus peuplées. Une estimation de 1392 permet d'établir que Clisson possède sous sa gouvernance un cinquième de la population de la Bretagne entière. C'est le fruit d'une politique volontaire d'acquisition de terres. Yvonig Gicquel considère que Clisson est plus un chef de parti breton que représentant du royaume de France, à tel point qu'à la mort de Jean IV, le roi de France attribue la régence à son oncle le duc de Bourgogne plutôt qu'à Olivier V, jugé « trop breton », et trop indépendant.

## Postérité

### Œuvres d'art

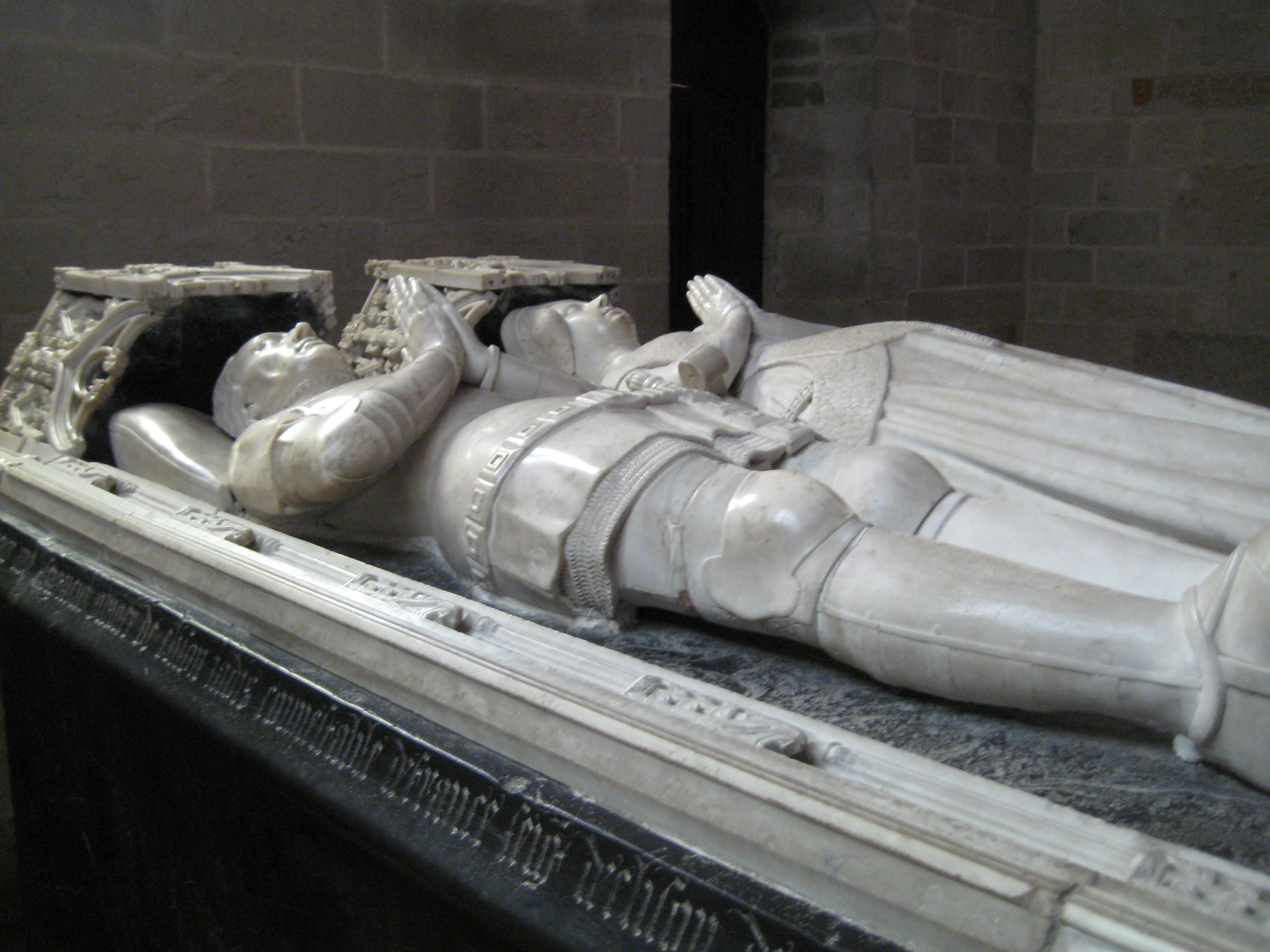
Gisants d'Olivier de Clisson et Marguerite de Rohan (XVe siècle, détail), Josselin, basilique Notre-Dame du Roncier.

Après la mort d'Olivier de Clisson, Alain VIII de Rohan, son gendre, commande l'édification d'un tombeau pour accueillir les dépouilles du connétable et de sa seconde femme, Marguerite de Rohan, tombeau qui serait le premier de type tournaisien en Bretagne. Il est constitué d'une table en pierre polie noire supportant les deux gisants représentant les occupants du tombeau. Le visage sculpté d'Olivier de Clisson a été reproduit d'après son masque mortuaire. Placé dans la chapelle de Josselin, le monument est profané en 1793. Les corps en sont extraits. Disposé en milieu de chœur de la basilique Notre-Dame du Roncier après une restauration effectuée après la Révolution, le cénotaphe est installé en 1858 dans le transept sud, chapelle Sainte-Marguerite, proche de l'endroit où il se trouve au XXIe siècle.

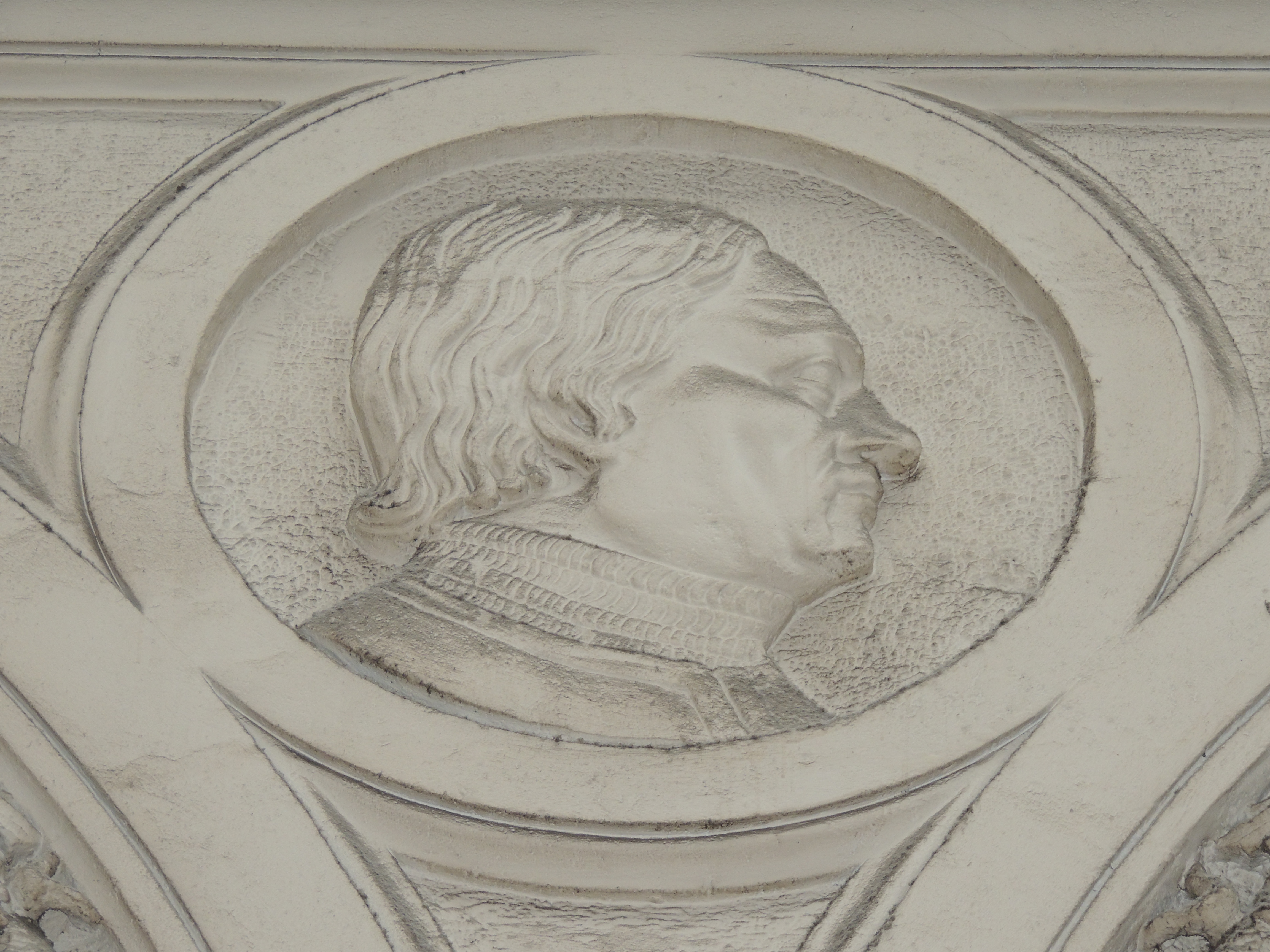
Guillaume Grootaërs, Olivier V de Clisson (1843), médaillon en stuc, Nantes, passage Pommeraye.

Une statue équestre grandeur nature d'Olivier V de Clisson, œuvre d'Emmanuel Frémiet, a été dressée en 1892 dans la salle à manger du château de Josselin. Le connétable y paraît en tenue militaire cuirassée. Il tient dans la main droite l'épée de connétable dirigée vers le ciel. Une reproduction de cette statue équestre se trouve dans le château de Suscinio à Sarzeau, elle a été offerte au XIXe siècle par le duc de Rohan à la ville de Vannes.
À Nantes, en 1819, une statue réalisée par Dominique Molknecht a été dressée en hommage à Olivier de Clisson sur le cours Saint-André, non loin de la statue de Du Guesclin. Clisson est également choisi parmi les huit figures de l'histoire de la ville représentées en 1843 par Guillaume Grootaërs sur les médaillons de la galerie Santeuil du passage Pommeraye.

### Constructions
Sont attribuées à Olivier V de Clisson : la reconstruction ou la fortification des châteaux de Blain, Josselin et Clisson, de l'église de Saint-Brieuc, du fort du Gouesnou, de l'hôtel de Clisson à Paris, de l'église Notre-Dame du Roncier à Josselin. Clisson est parfois créateur de nouvelles forteresses, comme celle du Gouesnou près de Brest. La plupart du temps, il procède à des reconstructions ou fortification de l'existant. De nombreuses forteresses construites ou aménagées par Clisson ont traversé les époques. Celle de Josselin a été modifiée, il ne reste que quatre des neuf tours originelles.
Les trois châteaux fortifiés les plus emblématiques sont Josselin, Blain et Clisson. Homme d'armes aguerri, Olivier V dirige les constructions pour qu'elles résistent à l'armement de l'époque. Le schéma suivi est l'élévation importante des tours et courtines pour résister aux assauts, l'épaississement des murs, suffisant pour résister à l'artillerie naissante, basée sur les destructions causée par le poids des projectiles, et la construction des tours en forme circulaire, plus à même de subir sans dommages les coups de pioches et de bélier. Il procède également à l’approfondissement des fossés, à la suppression des créneaux et des merlons en saillie jugés trop fragiles.

### Utilisation de son nom

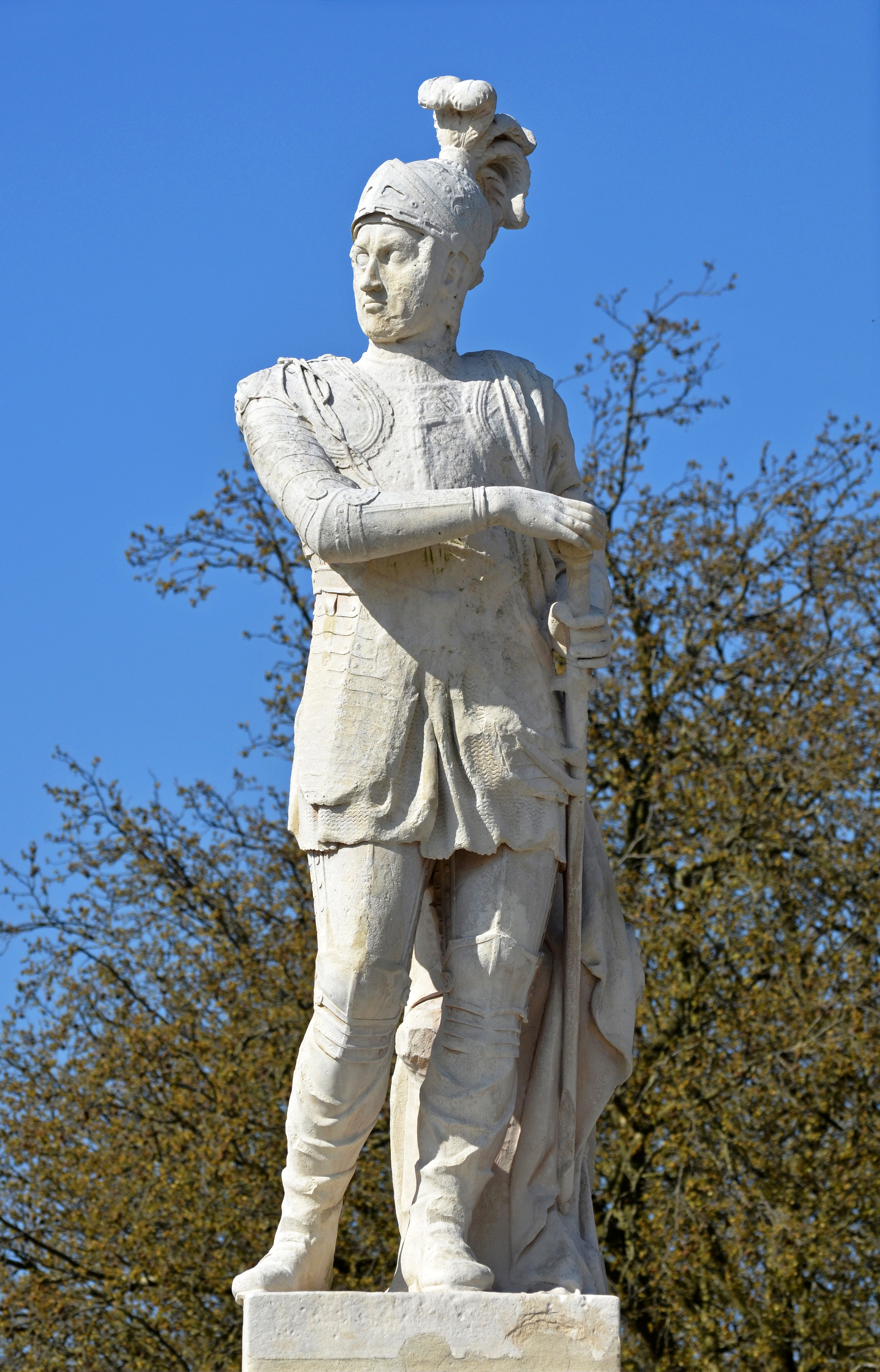
Dominique Molknecht, Monument à Olivier de Clisson (1819), Nantes, cours Saint-André.

Olivier de Clisson a donné son nom à de nombreuses rues et places, entre autres à Nantes (cours Olivier-de-Clisson), Vannes, Lorient, La Roche-sur-Yon, Locminé, Josselin (rue Olivier-de-Clisson) et Paris (rue Clisson et ancienne rue Clisson). Des associations culturelles lui doivent également leur nom, tel le cercle celtique de Clisson baptisé Cercle Olivier de Clisson.

### Empreinte de Clisson dans l'Histoire
Les chroniqueurs contemporains de Clisson sont Jean Froissart au travers de ses Chroniques et Cuvelier, auteur de la Chanson de Bertrand Du Guesclin.
Parmi les historiens de la fin du XXe siècle et du début du XXIe siècle, Georges Minois présente Clisson comme un « turbulent personnage, cruel, ambitieux et avide de richesses », ou encore un « maniaque sanguinaire », mais l'auteur relève que la cruauté est pour les auteurs de l'époque une vertu. Du Guesclin, héros national historique de la France, est aussi sanguinaire. Clisson laisse un important héritage financier, Du Guesclin meurt endetté. Du Guesclin a été connétable durant dix ans, c'est-à-dire moins longtemps qu'Olivier V qui, contrairement à son prédécesseur, n'a jamais été vaincu militairement. Du Guesclin, dont la valeur militaire est toute relative, est une figure populaire de l'histoire de France qui est honoré neuf ans après sa mort en étant inhumé dans la nécropole royale de la basilique de Saint-Denis. Clisson ne laisse pas un tel souvenir, et choisit d'être enterré en Bretagne, où sa francophilie l'empêche d'être considéré comme un héros. Alors qu'Yvonig Gicquel aborde Olivier V sous l'angle d'un chef de parti breton, Françoise Autrand souligne qu'il a été un grand commis d'État, choisissant le roi de France contre les princes. Enfin Clisson a été le connétable du « roi fou », longtemps déconsidéré par les historiens, et dont la seule gloire posthume (partagée avec Olivier V) était la victoire lors de bataille de Roosebeke, dont l'éclat n'a pas résisté au temps.

### Fiction
La rivalité entre Jean IV de Bretagne et Olivier V de Clisson est le thème du roman historique La nuit de Clisson de Colette Geslin publié en 2009.